# Landes (département)
Ne doit pas être confondu avec Landes de Gascogne.
Pour les articles homonymes, voir Landes.
Les Landes (/lɑ̃d/ ; en gascon : Las Lanas /ləs 'lanes/) sont un département du Sud-Ouest de la France, relevant géographiquement du « Midi atlantique ».
Rattaché administrativement à la région Nouvelle-Aquitaine, il est divisé en deux arrondissements et porte le numéro 40 dans la numérotation départementale française. Sa préfecture est Mont-de-Marsan.

## Histoire
Le département des Landes été créé à la Révolution française le 4 mars 1790 en application de la loi du 22 décembre 1789, à partir d'une partie de la province de Guyenne et Gascogne. Plus précisément, diverses entités territoriales héritées de l'Ancien Régime ont alors été réunies, ce qui confère à ce territoire administratif une certaine hétérogénéité entre la Chalosse agricole, plutôt tournée vers le Béarn, et la forêt plus proche de la Gironde.

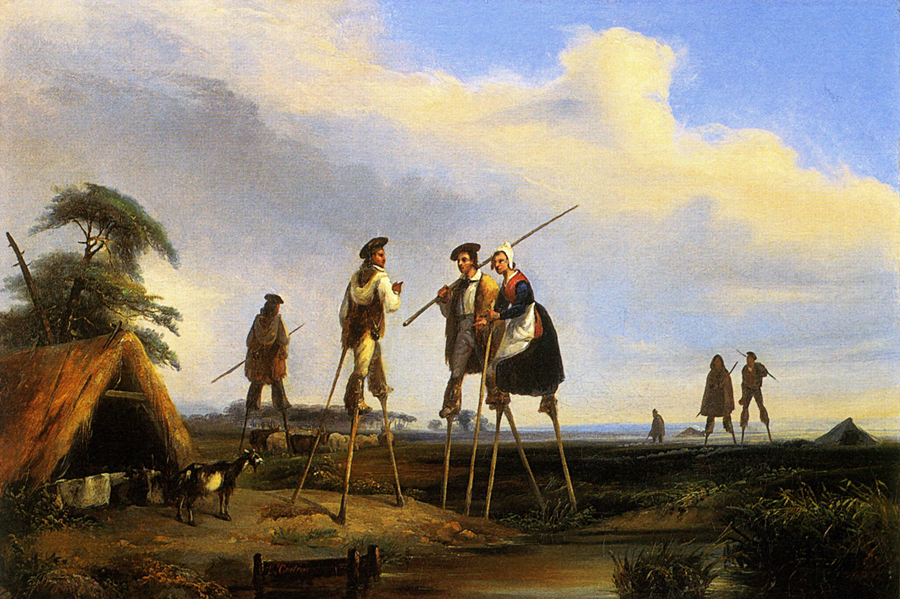
Jean-Louis Gintrac (1808-1886) Habitants des Landes
Musée des Beaux-Arts (Bordeaux).

À l'orée de l'époque contemporaine (1789-1850), le département était en partie couvert de landes mal drainées (sur environ 60 % à 70 % de l'espace), landes qui lui ont paradoxalement donné son nom, alors que la frange sud était constituée de coteaux aux sols riches, cultivés et boisés. Cette lande était entretenue par écobuage afin de pourvoir en nourriture les grands troupeaux de moutons (entre 900 000 et 1 million de bêtes en 1850), surveillés par des bergers montés sur des échasses ; l'usage de ces dernières permettait d'accomplir plus facilement de grandes distances (15 à 20 kilomètres par jour), tout en surveillant le troupeau, du fait d'une quasi absence de relief. Avant la loi relative à l'assainissement et de mise en culture des Landes de Gascogne du 19 juin 1857, le régime agropastoral est généralisé : il puise sa force dans le libre usage des communaux majoritaires. Puis la systématisation des plantations de pins (exploités pour leur résine et leur bois), accompagnée de la vente des communaux durant la deuxième moitié du XIXe siècle, a complètement modifié le paysage et l'économie des deux tiers du département, tout en contribuant à son enrichissement rapide.
Jusqu'au 1er janvier 2016 le département des Landes faisait partie de l'ancienne région Aquitaine.

## Emblèmes

### Blason
| Blason | Blasonnement : « D'or à la fasce de gueules chargée d'un léopard d'or armé et lampassé d'azur, la fasce accompagnée de trois pommes de pin au naturel. » Commentaires : Armoiries non-officiel des Landes, attendu que ce département ne revendique aucun blason, cependant, celui-ci semble avoir une primauté face au suivant, en raison du fait que ces armes aient été un ancien emblème de la chambre de commerce et d'industrie des Landes. |

| Blason | Blasonnement : « Ecartelé au premier et au quatrième d'azur aux trois fleurs de lys d'or, au deuxième et au troisième de gueules au léopard d'or. » Commentaires : Autre version des armoiries des Landes, au statut équivalent. |

## Géographie
Le département des Landes fait partie de la région Nouvelle-Aquitaine. Il est limitrophe des départements de la Gironde, du Lot-et-Garonne, du Gers et des Pyrénées-Atlantiques, et est baigné par l'océan Atlantique le long d'une côte sableuse de 106 km bordée de hautes dunes (portion de la côte d'Argent). C'est le deuxième département le plus vaste de France métropolitaine après la Gironde. Il est principalement divisé en deux parties : les Landes de Gascogne et le Pays de l'Adour.
La forêt des Landes est la plus grande forêt de France. Elle couvrait environ 67 % du département avant la tempête Klaus de janvier 2009, dans sa partie nord, et couvre également une grande partie de la Gironde et du Lot-et-Garonne (arrondissement de Nérac). La principale essence est le pin maritime.
Mais la forêt des Landes n'occupe pas toute la superficie. Au sud du département, au-delà de l'Adour, se trouve la Chalosse, pays plus vallonné et verdoyant, terre agricole partagée entre les élevages de bœufs et de canards et la culture du maïs, ainsi que le vignoble du Tursan à l'est.
Les points extrêmes du département :
- Saint-Martin-de-Seignanx (sud)
- Sanguinet (nord)
- Tarnos (ouest)
- Arx (est)

La ville ayant le plus grand nombre d'habitants est Mont-de-Marsan (30 629 hab.) et Baudignan (53 hab.) est la ville comptant le moins d'habitants.
Le département culmine à 237 m d'altitude sur la commune de Lauret, au lieu-dit "Nautuc" à la limite avec les Pyrénées-Atlantiques et le Gers au sud-est.

Paysages des Landes :
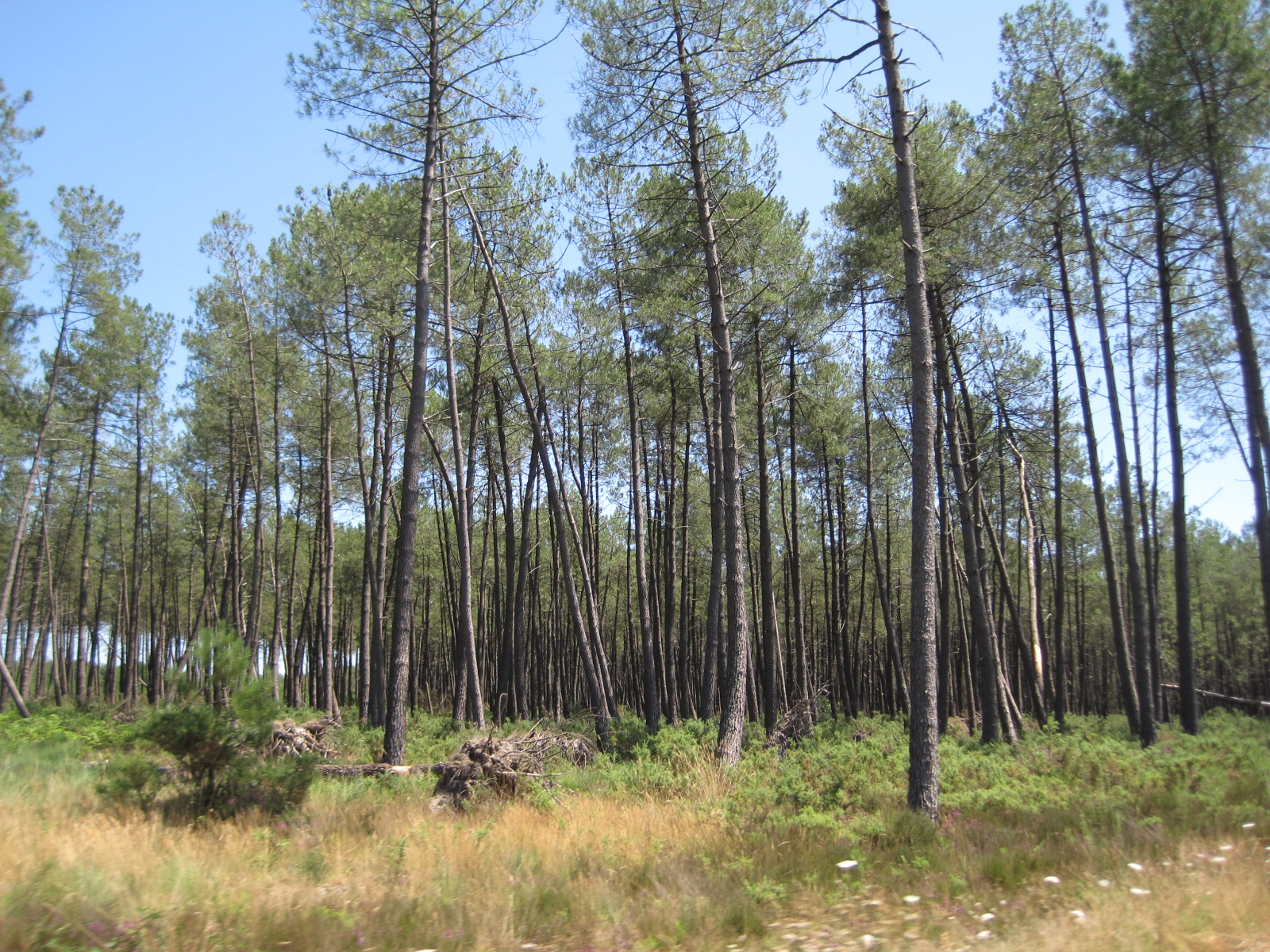
La forêt des Landes.
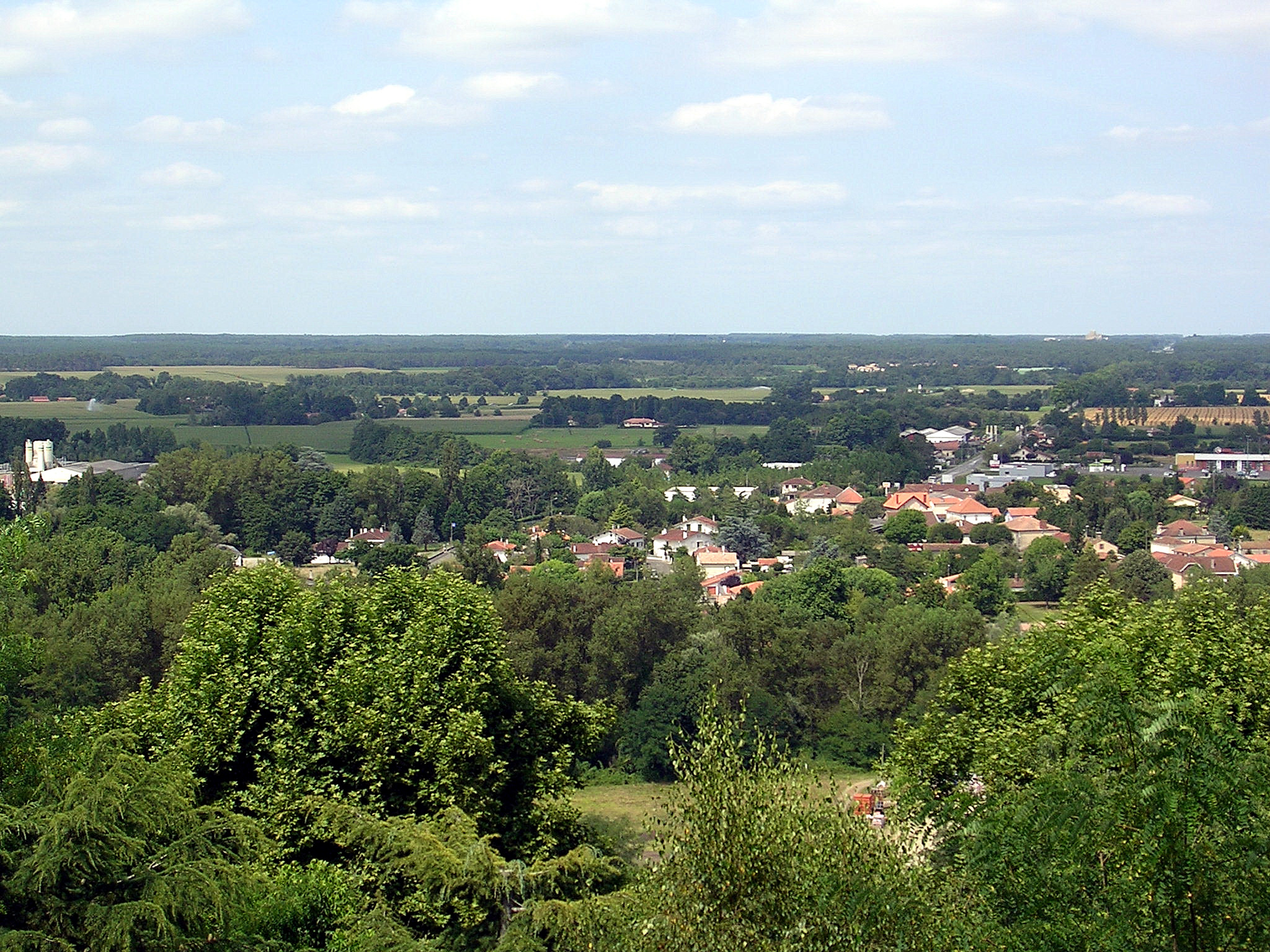
Petites-Landes à Saint-Sever, dans le sud-est.
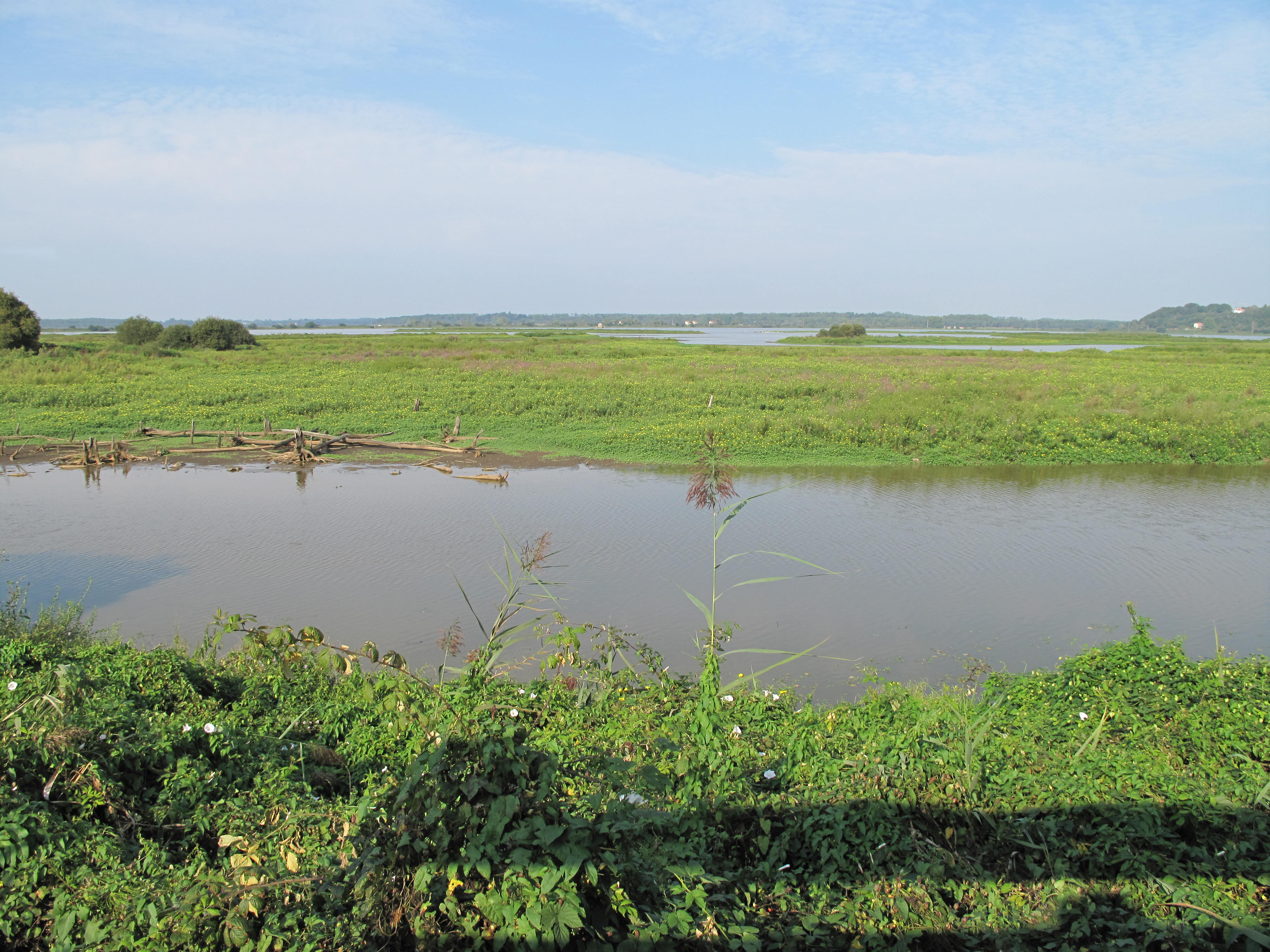
Le marais d'Orx, dans le sud-ouest.
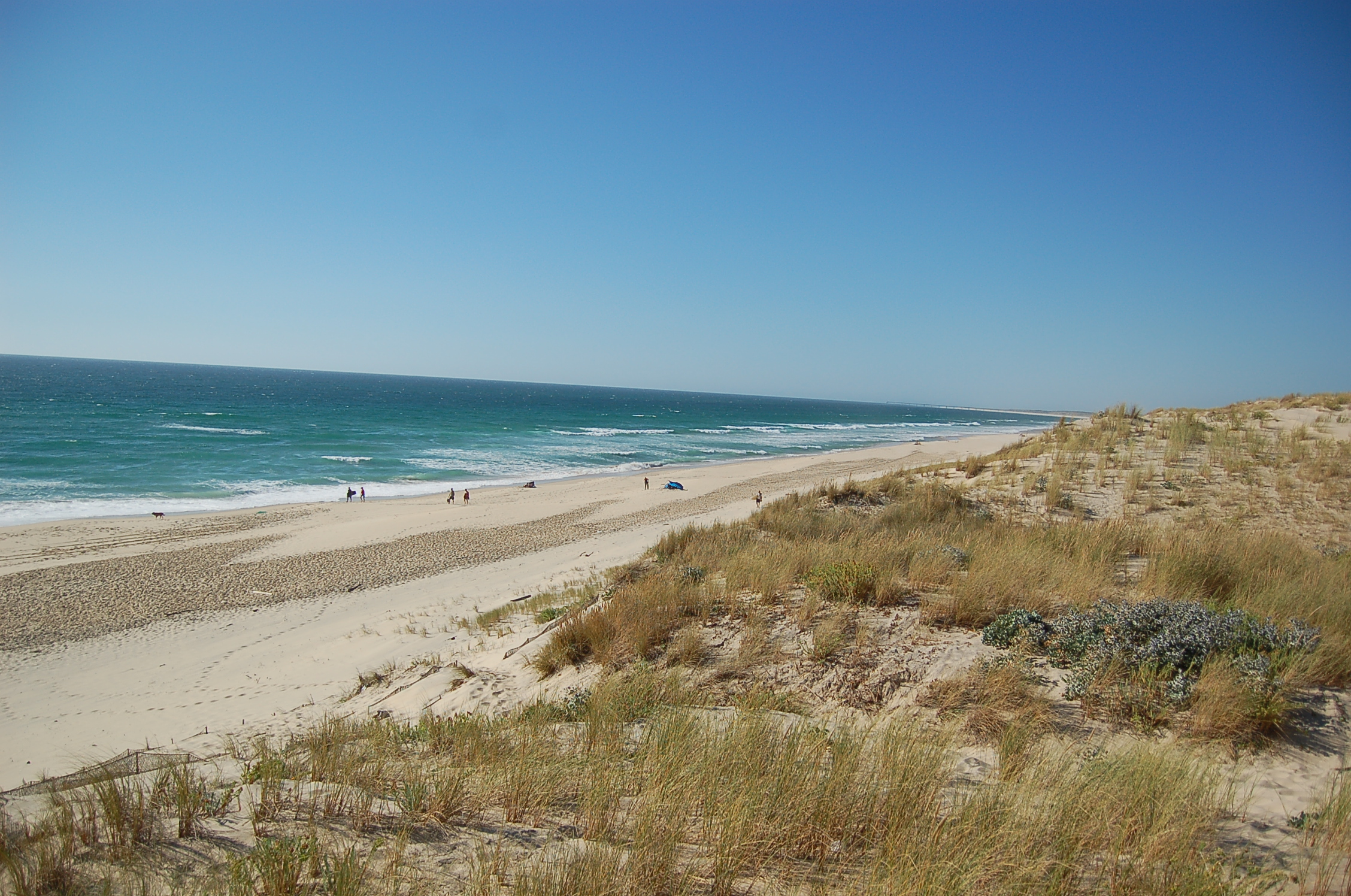
Plage de Biscarrosse, dans le nord-ouest.

## Territoires et pays
Sous l'Ancien Régime, le territoire des Landes actuelles faisait partie de la province de Gascogne et comprenait plusieurs pays naturels, dont la forme, la taille, les frontières et les appellations ont pu changer au cours du temps.
Au moment de la création des départements, un grand ensemble homogène a été divisé de la façon suivante :
1. Une vaste partie des Landes de Gascogne : le Pays de Buch, les Landes du Médoc, les Landes du Bazadais et une partie de la Grande Lande ont été rattachés à la Gironde.
2. La partie sud des Landes de Gascogne, à laquelle a été ajoutée une série de petits pays le long de l'Adour regroupés ici sous le nom de pays de l'Adour landais, a été rattachée au département des Landes.

## Climat
Le climat est de type océanique, marqué par des hivers doux et des températures estivales plutôt chaudes.
Les pluies sont réparties en toutes saisons, rarement violentes mais plus importantes en automne et hiver.
Les vents océaniques soufflant du nord–ouest au sud–ouest dominent largement et soufflent parfois en tempête dévastatrice, comme en 2009, avec Klaus qui a frappé les Landes de plein fouet. Des vents de plus de 170 km/h sont enregistrés.

## Économie
- Production avicole : canard gras (7,5 millions de canard gras par an), poulet, oie…
- Élevage bovin (bœuf de Chalosse)
- Agriculture : maïs, asperge, vigne, carotte, piment…
- Sylviculture et industrie dérivée (papeterie ; ex. : Papeteries de Gascogne à Mimizan…)
- Thermalisme
- Tourisme balnéaire et tourisme vert
- Production de vin, AOC Tursan, IGP Landes…

## Démographie
Les habitants des Landes sont les Landais.

En 2022, le département comptait 428 427 habitants, en évolution de +5,78 % par rapport à 2016 (France hors Mayotte : +2,11 %).
| 1791 | 1801    | 1806    | 1821    | 1826    | 1831    | 1836    | 1841    | 1846    |
| ---- | ------- | ------- | ------- | ------- | ------- | ------- | ------- | ------- |
| -    | 224 272 | 240 146 | 256 311 | 265 309 | 281 504 | 284 918 | 288 077 | 298 200 |

| 1851    | 1856    | 1861    | 1866    | 1872    | 1876    | 1881    | 1886    | 1891    |
| ------- | ------- | ------- | ------- | ------- | ------- | ------- | ------- | ------- |
| 302 196 | 309 832 | 300 839 | 306 693 | 300 528 | 303 508 | 301 143 | 302 266 | 297 842 |

| 1896    | 1901    | 1906    | 1911    | 1921    | 1926    | 1931    | 1936    | 1946    |
| ------- | ------- | ------- | ------- | ------- | ------- | ------- | ------- | ------- |
| 292 884 | 291 586 | 293 397 | 288 902 | 263 937 | 263 111 | 257 186 | 251 436 | 248 395 |

| 1954    | 1962    | 1968    | 1975    | 1982    | 1990    | 1999    | 2006    | 2011    |
| ------- | ------- | ------- | ------- | ------- | ------- | ------- | ------- | ------- |
| 248 943 | 260 495 | 277 381 | 288 323 | 297 424 | 311 461 | 327 334 | 362 827 | 387 929 |

| 2016    | 2021    | 2022    | - | - | - | - | - | - |
| ------- | ------- | ------- | - | - | - | - | - | - |
| 405 010 | 422 976 | 428 427 | - | - | - | - | - | - |

D'après l'Insee, la population des Landes passera de 327 000 habitants (1999) à 438 000 habitants (2030) soit la 2e meilleure croissance de population de l'ancienne région Aquitaine (après la Gironde).

### Communes les plus peuplées
| Nom                      | Code Insee | Intercommunalité                | Superficie (km2) | Population (dernière pop. légale) | Densité (hab./km2) | Modifier                                    |
| ------------------------ | ---------- | ------------------------------- | ---------------- | --------------------------------- | ------------------ | ------------------------------------------- |
| Mont-de-Marsan           | 40192      | CA Mont-de-Marsan Agglomération | 36,88            | 31 455 (2022)                     | 853                | modifier les données · modifier les données |
| Dax                      | 40088      | CA Grand Dax Agglomération      | 19,70            | 21 716 (2022)                     | 1 102              | modifier les données · modifier les données |
| Biscarrosse              | 40046      | CC des Grands Lacs              | 160,48           | 15 412 (2022)                     | 96                 | modifier les données · modifier les données |
| Saint-Paul-lès-Dax       | 40279      | CA Grand Dax Agglomération      | 58,45            | 14 114 (2022)                     | 241                | modifier les données · modifier les données |
| Tarnos                   | 40312      | CC du Seignanx                  | 26,26            | 12 900 (2022)                     | 491                | modifier les données · modifier les données |
| Saint-Pierre-du-Mont     | 40281      | CA Mont-de-Marsan Agglomération | 26,25            | 9 996 (2022)                      | 381                | modifier les données · modifier les données |
| Capbreton                | 40065      | CC de Maremne-Adour-Côte-Sud    | 21,75            | 9 218 (2022)                      | 424                | modifier les données · modifier les données |
| Soustons                 | 40310      | CC de Maremne-Adour-Côte-Sud    | 100,38           | 8 445 (2022)                      | 84                 | modifier les données · modifier les données |
| Saint-Vincent-de-Tyrosse | 40284      | CC de Maremne-Adour-Côte-Sud    | 20,98            | 8 051 (2022)                      | 384                | modifier les données · modifier les données |
| Parentis-en-Born         | 40217      | CC des Grands Lacs              | 111,55           | 7 463 (2022)                      | 67                 | modifier les données · modifier les données |
| Mimizan                  | 40184      | CC de Mimizan                   | 114,83           | 7 449 (2022)                      | 65                 | modifier les données · modifier les données |
| Labenne                  | 40133      | CC de Maremne-Adour-Côte-Sud    | 24,48            | 7 095 (2022)                      | 290                | modifier les données · modifier les données |
| Aire-sur-l'Adour         | 40001      | CC d'Aire-sur-l'Adour           | 57,78            | 6 215 (2022)                      | 108                | modifier les données · modifier les données |
| Ondres                   | 40209      | CC du Seignanx                  | 15,13            | 6 194 (2022)                      | 409                | modifier les données · modifier les données |
| Saint-Martin-de-Seignanx | 40273      | CC du Seignanx                  | 45,35            | 6 123 (2022)                      | 135                | modifier les données · modifier les données |
| Saint-Sever              | 40282      | CC Chalosse Tursan              | 46,96            | 5 038 (2022)                      | 107                | modifier les données · modifier les données |
| Morcenx-la-Nouvelle      | 40197      | CC du Pays Morcenais            | 138,30           | 5 005 (2022)                      | 36                 | modifier les données · modifier les données |

## Culture
- Course landaise
- Corrida

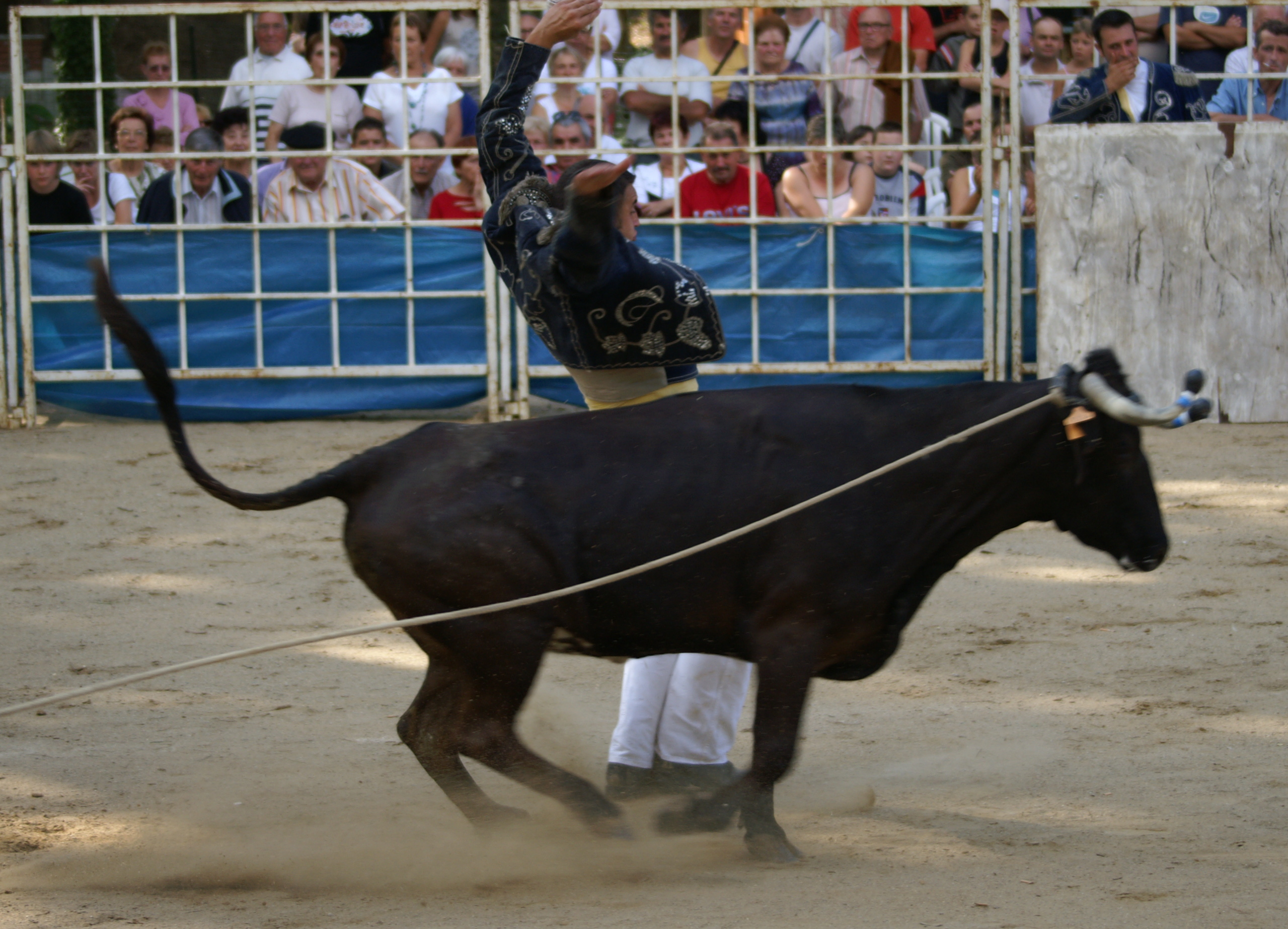
Course landaise - un écarteur en action.

- Basket-ball, la coupe départementale suscite une grande ferveur. Elle est surnommée la Coupe du Monde des Landes[6].
- Rugby à XV
- Faïencerie de Samadet
- Dame de Brassempouy
- Festival Arte Flamenco de Mont-de-Marsan, inauguré en 1989
- Fêtes patronales dans toutes les villes, les plus fameuses étant les fêtes de la Madeleine à Mont-de-Marsan et les fêtes de Dax.
- Ranquines, maison de Vincent de Paul

### Langues

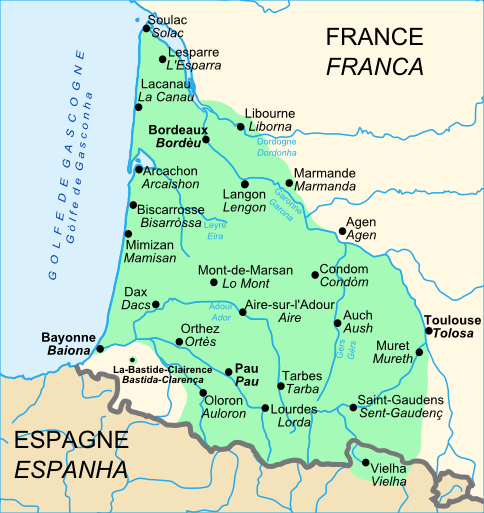
Limites linguistiques du gascon.

Le français, langue officielle nationale, est parlé et compris par l'ensemble de la population.
La langue autochtone, l'occitan, est parlée dans le département sous son dialecte gascon, dans les variétés occidentale et orientale.
Gascon occidental
Le dialecte occidental est usité dans la majeure partie du territoire landais : Aguais, Pays de Born, Chalosse (en partie), Grande Lande, Maremne, Marensin et Seignanx.
Gascon oriental
Le dialecte oriental est parlé dans le sud-est du département.
Le gascon est enseigné à ce jour[Quand ?] dans l'Enseignement public via le système de la parité horaire dans cinq communes du département : Dax, Montfort, Morcenx, Saint-Martin-de-Seignanx et Vieux-Boucau.

### Gastronomie
Les Landes sont le département français comptant le plus grand nombre de produits agricoles reconnus avec un label de qualité.
On en dénombre sept :
- le canard fermier des Landes (Label rouge)
- les volailles des Landes (Label rouge et I.G.P.), le poulet fermier de Saint-Sever étant particulièrement réputé (Label rouge[9])
- le bœuf de Chalosse (Label rouge et I.G.P.)
- l'Asperge des Sables des Landes (I.G.P.)
- le kiwi de l'Adour (Label rouge et I.G.P.)
- les vins de Tursan (AOC) et IGP des Landes
- l'armagnac et le floc de Gascogne (AOC)

La défense et la promotion de la gastronomie landaise sont effectuées par une association départementale nommée Qualité Landes, fondée par la volonté du conseil général des Landes et de la Chambre d'Agriculture des Landes,
C'est principalement à partir de ces produits que sont préparés les mets qui font la renommée de la cuisine landaise. Le canard demeure l'animal roi : nombreux sont les Landais qui en élèvent ou qui les achètent entiers chaque année pour en faire des conserves. Les marchés au gras sont légion, les plus importants étant sans doute ceux d'Amou, de Dax, de Peyrehorade et de Mont-de-Marsan. Tous les morceaux du canard (mais aussi de l'oie) sont consommés. Les préparations les plus appréciées restent toutefois :
- le foie gras (cuit, mi-cuit ou frais),
- le magret (frais, mais aussi fumé ou séché),
- les cuisses et manchons confits,
- le gésier confit,
- les rillettes et graisserons (ou plus communément titiouns ou titions, mot gascon pour graisserons)…

Qu'il s'agisse du canard, du poulet ou du bœuf, la manière la plus répandue d'accommoder les viandes est de les accompagner de pommes de terre cuites dans la graisse de canard, voire de cèpes.
L'un des plats les plus fameux de la cuisine départementale reste l'assiette landaise, composée d'asperges, de maïs, de pignons de pin, de jambon de Bayonne (trois produits incontournables dans les Landes), de tranches de magret fumé ou séché, de gésiers confits et de foie gras.
Enfin, en matière de pâtisserie, les Landes sont le berceau du pastis landais et de la tourtière (nature, aux pommes, aux pruneaux).
D'autre part, le département compte plusieurs grandes tables, parmi lesquelles celle de Michel Guérard à Eugénie-les-Bains (3 étoiles au guide Michelin) et de Jean Coussau, installé à Magescq (2 étoiles au Guide Michelin). Les grands chef-cuisiniers étoilés Alain Ducasse (deux fois 3 étoiles au guide Michelin) et Hélène Darroze (2 étoiles au guide Michelin) sont originaires des Landes. L'animatrice de télévision Maïté a par ailleurs contribué à populariser la cuisine gasconne, dans son émission quotidienne La Cuisine des mousquetaires.

### Construction
- Liste des églises des Landes

## Tourisme
Le tourisme est une ressource majeure du département.
Il se concentre très majoritairement sur les zones côtières (Biscarrosse, Mimizan, Contis, Vielle-Saint-Girons, Moliets, Messanges, Vieux-Boucau-les-Bains, Soustons, Seignosse, Hossegor, Capbreton, Labenne, Tarnos…) où la renommée des conditions de surf a fait le tour du monde (plusieurs épreuves par an).
Il ne faut pas non plus oublier de citer le tourisme « gastronomique », car les Landes sont réputées culinairement au travers du foie gras, des magrets, des poulets de Saint-Sever, des vins AOC Tursan à Geaune.
Le tourisme thermal attire de nombreux curistes avec les stations de Dax, Saint-Paul-lès-Dax, Saubusse-les-Bains, Préchacq-les-Bains ou encore Eugénie-les-Bains.
Trois des quatre chemins historiques du pèlerinage de Saint-Jacques-de-Compostelle traversaient le territoire du département actuel des Landes :
- via Lemovicensis ;
- via Podiensis ;
- via Turonensis.

S'ajoute également le tracé de la voie de Soulac Littoral Aquitain.
Le balisage récent de ces chemins médiévaux tend à dynamiser une nouvelle forme de tourisme.

### Les résidences secondaires
Selon le recensement général de la population du 1er janvier 2008, 22,6 % des logements disponibles dans le département étaient des résidences secondaires.
Ce tableau indique les principales communes des Landes dont les résidences secondaires et occasionnelles dépassent 10 % des logements totaux en 2008 :
| Commune                       | Population SDC | Nombre de logements | Résidences secondaires | % résidences secondaires |
| ----------------------------- | -------------- | ------------------- | ---------------------- | ------------------------ |
| Moliets-et-Maa                | 821            | 3 313               | 2 874                  | 86,73 %                  |
| Vieux-Boucau-les-Bains        | 1 591          | 3 826               | 3 013                  | 78,73 %                  |
| Seignosse                     | 3 131          | 6 508               | 4 972                  | 76,40 %                  |
| Gastes                        | 571            | 867                 | 584                    | 67,30 %                  |
| Soorts-Hossegor               | 3 672          | 5 114               | 3 232                  | 63,20 %                  |
| Messanges                     | 953            | 1 088               | 665                    | 61,12 %                  |
| Vielle-Saint-Girons           | 1 139          | 1 435               | 850                    | 59,27 %                  |
| Léon                          | 1 766          | 2 121               | 1 238                  | 58,38 %                  |
| Capbreton                     | 7 763          | 9 903               | 5 635                  | 56,90 %                  |
| Eugénie-les-Bains             | 494            | 487                 | 263                    | 53,95 %                  |
| Saint-Julien-en-Born (Contis) | 1 427          | 1 565               | 843                    | 53,87 %                  |
| Mimizan                       | 6 903          | 7 343               | 3 886                  | 52,92 %                  |
| Lit-et-Mixe                   | 1 475          | 1 624               | 856                    | 52,69 %                  |
| Azur                          | 549            | 616                 | 321                    | 52,13 %                  |
| Biscarrosse                   | 12 355         | 12 067              | 5 930                  | 49,15 %                  |
| Sainte-Eulalie-en-Born        | 1 062          | 876                 | 358                    | 40,94 %                  |
| Soustons                      | 7 090          | 5 639               | 2 283                  | 40,49 %                  |
| Mézos                         | 863            | 645                 | 221                    | 34,31 %                  |
| Sanguinet                     | 3 092          | 1 965               | 626                    | 31,86 %                  |
| Labenne                       | 4 543          | 2 238               | 392                    | 17,53 %                  |
| Dax                           | 20 528         | 14 999              | 2 567                  | 17,11 %                  |
| Parentis-en-Born              | 5 051          | 2 790               | 477                    | 17,09 %                  |

Sources :
- Source INSEE, chiffres au 01/01/2008.

## Politique
Depuis le début des grandes luttes sociales qui ont agité le département au cours des XIXe et XXe siècles, le département des Landes se caractérise par un fort ancrage à gauche. Les partis de doctrines socialiste et communiste ont trouvé sur ces terres marquées par de fortes et douloureuses tensions entre classes dominantes et dominées, un terreau fertile. Cette adhésion massive aux valeurs de gauche s'explique également par la population, essentiellement composée durant longtemps par les ouvriers agricoles (fermiers et métayers, gemmeurs,…) et de l'industrie (Forges de l'Adour au Boucau et à Tarnos, industries papetières…).
En dépit des progrès sociaux et de l'évolution de la population, les idées libérales et de droite ne parviennent toujours pas à s'implanter dans les Landes, qui représentent encore à ce jour[Quand ?] un des hauts lieux du socialisme français. Ainsi, en 2007, sur les trente cantons que compte le département, seuls deux sont représentés au conseil général par des élus de droite : Michel Herrero pour le canton de Gabarret et Pierre Dufourcq pour le canton de Grenade-sur-l'Adour. En 2008 cependant, malgré un contexte national défavorable, la droite remporte un canton supplémentaire : le canton de Parentis-en-Born (Alain Dudon, UMP).. En outre, la gauche perd la mairie de Mont-de-Marsan au profit de la liste MoDem/UMP. Le PS perd également le canton de Sore en raison d'une péripétie administrative, dont profite la communiste Nicole Bippus. La répartition actuelle des sièges est la suivante,,:
| Parti politique | Nombre de sièges | Conseillers départementaux |
| --------------- | ---------------- | --- |
| PS              | 18               | * Xavier Fortinon (président). * Dominique Coutière, Monique Lubin, Odile Lafitte, Jean-Luc Delpuech, Muriel Lagorce, Rachel Dutquety, Paul Carrère, Olivier Martinez (vice-présidents). * Gabriel Bellocq, Dominique Degos, Sylvie Bergeroo, Didier Gaugeacq, Magali Valiorgue, Catherine Delmon, Gloria Dorval, Henri Bedat (apparenté). |
| PCF- FG         | 2                | * Yves Lahoun, Jean-Marc Lespade, Eva Belin. |
| UMP             | 11               | Geneviève Darrieussecq, Alain Dudon, Pierre Mallet, Patricia Cassagne, Chantal Gonthier, Marie-France Gauthier, Xavier Lagrave, Lionel Camblanne, Anne-Marie Dauga, Mathieu Ara. |

Les députés :
Boris Vallaud est membre du Parti socialiste.
Lionel Causse membre de La République en Marche.
Fabien Lainé membre de l'Union des Démocrates et Indépendants.
| Circonscription | Nom               | Depuis                                   | Autres mandats en cours |
| --------------- | ----------------- | ---------------------------------------- | --- |
| 1re             | Florence Delaunay | 2012-mai 2014 puis depuis septembre 2014 | Suppléante d'Alain Vidalies (nommé ministre délégué aux relations avec le parlement de 2012 à mars 2014 puis nommé secrétaire d'Etat chargé des Transports, de la Mer et de la Pêche, entre août 2014 et mai 2017). |
| 2e              | Jean-Pierre Dufau | 1997                                     | * Maire de Capbreton (1989 - 2012). |
| 3e              | Monique Lubin     | 2017                                     | * Suppléante d'Henri Emmanuelli décédé le 21 mars 2017. Vice-présidente du conseil départemental des Landes (depuis 2015). vacant (démission le 29 mars 2017)                                                       |

## Administration
- Liste des préfets des Landes
- Arrondissements des Landes
- Liste des communes des Landes
- Liste des anciennes communes des Landes
- Liste des cantons des Landes
- Liste des intercommunalités des Landes

## Landais célèbres

### Saints et bienheureux chrétiens

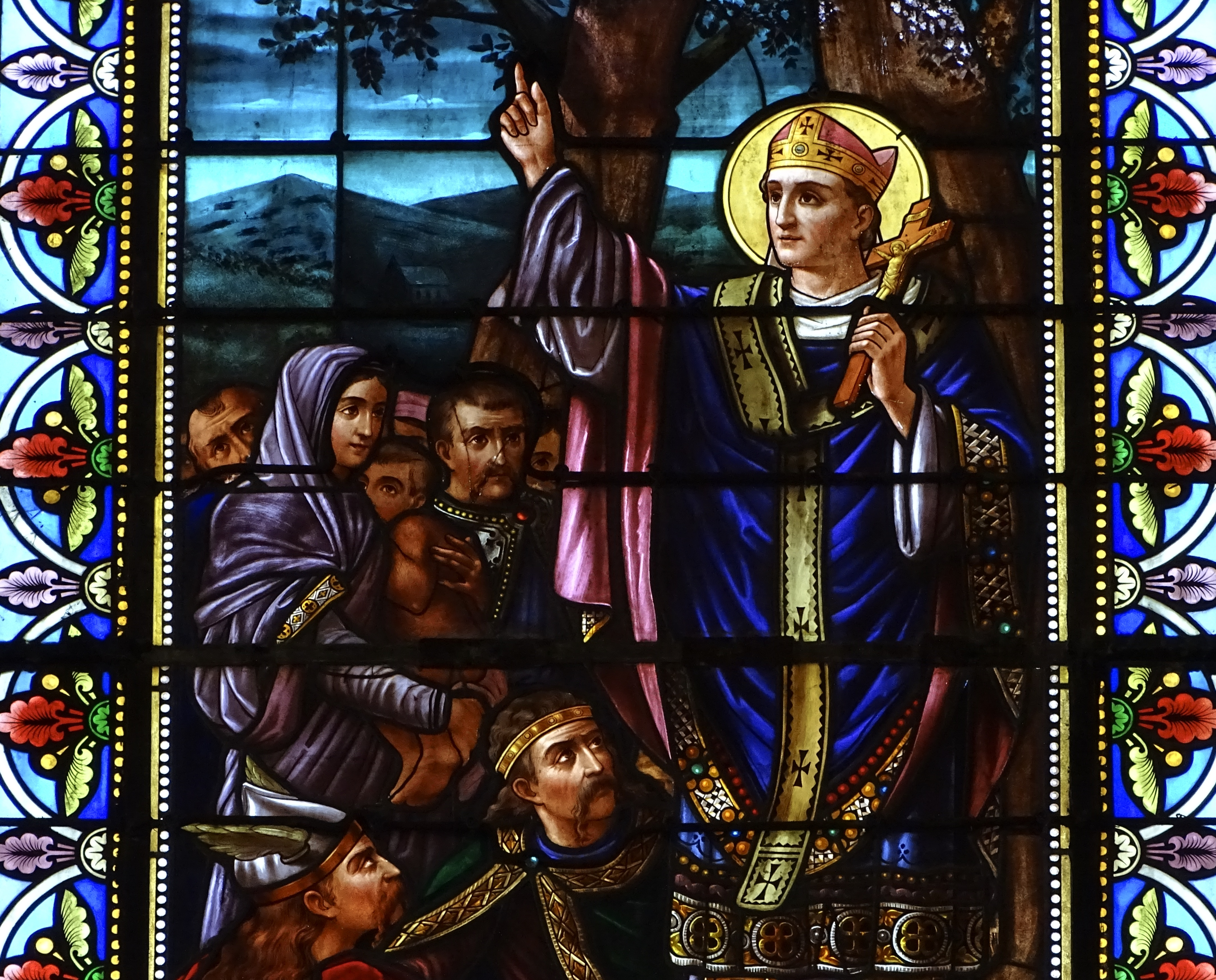
Saint Vincent de Xaintes.
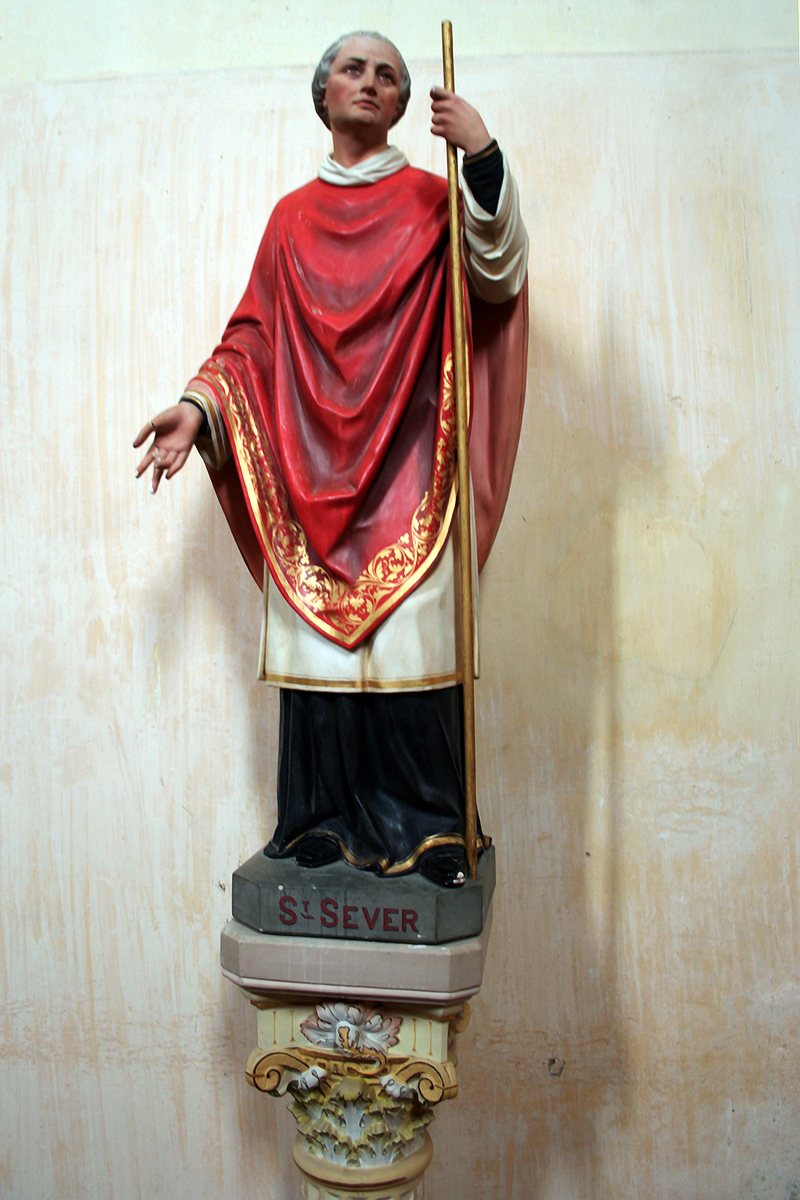
Saint Sever.
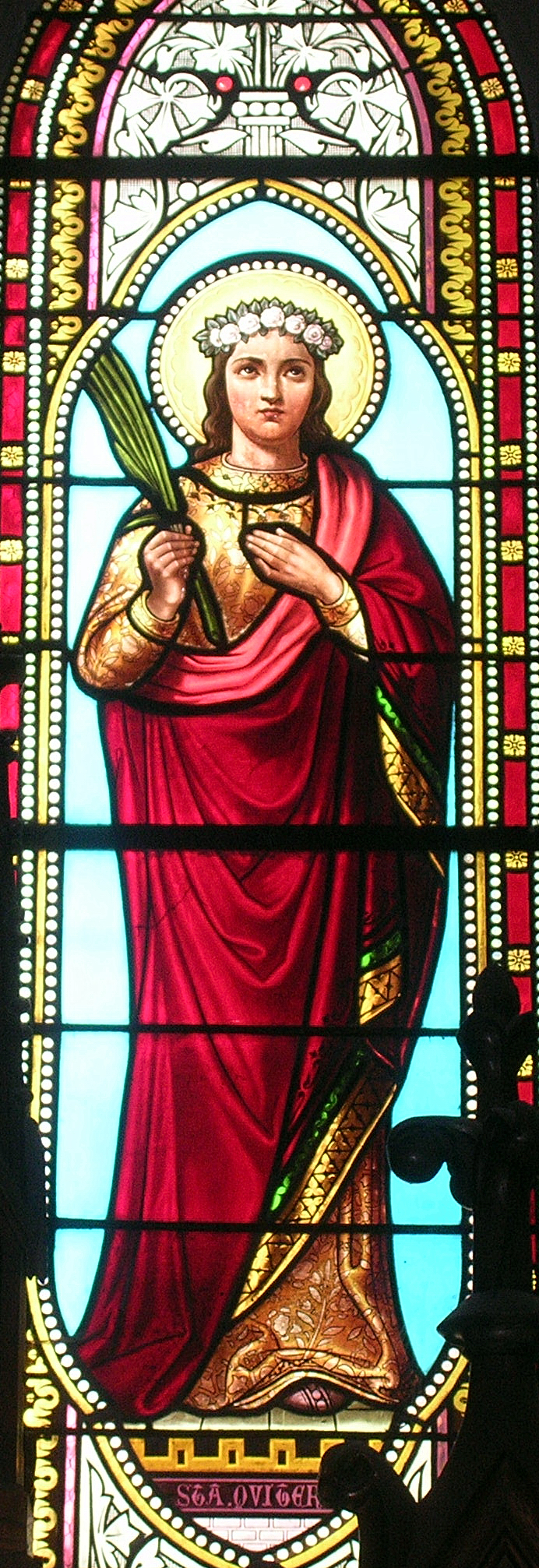
Sainte Quitterie.
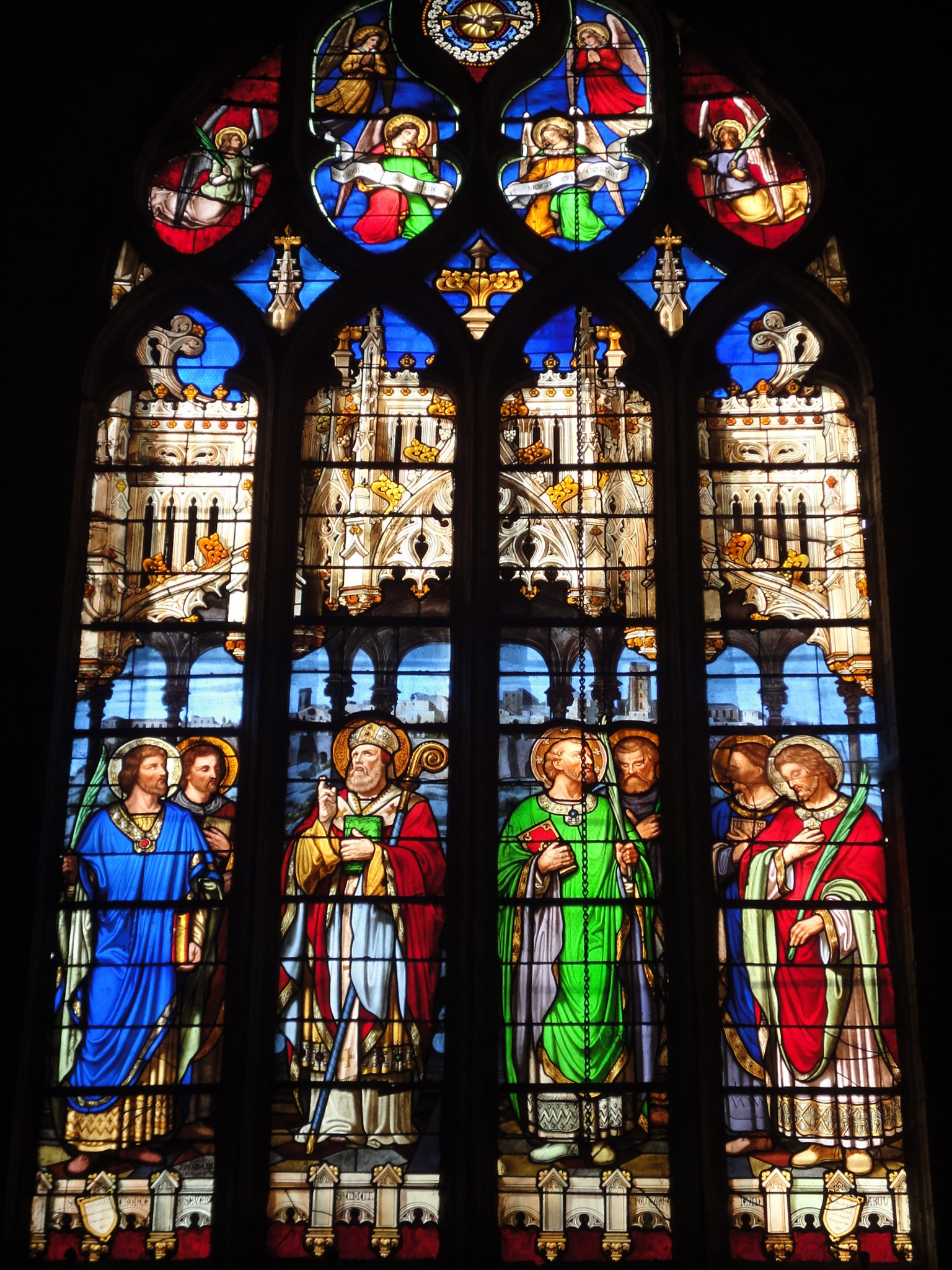
Saint Girons.
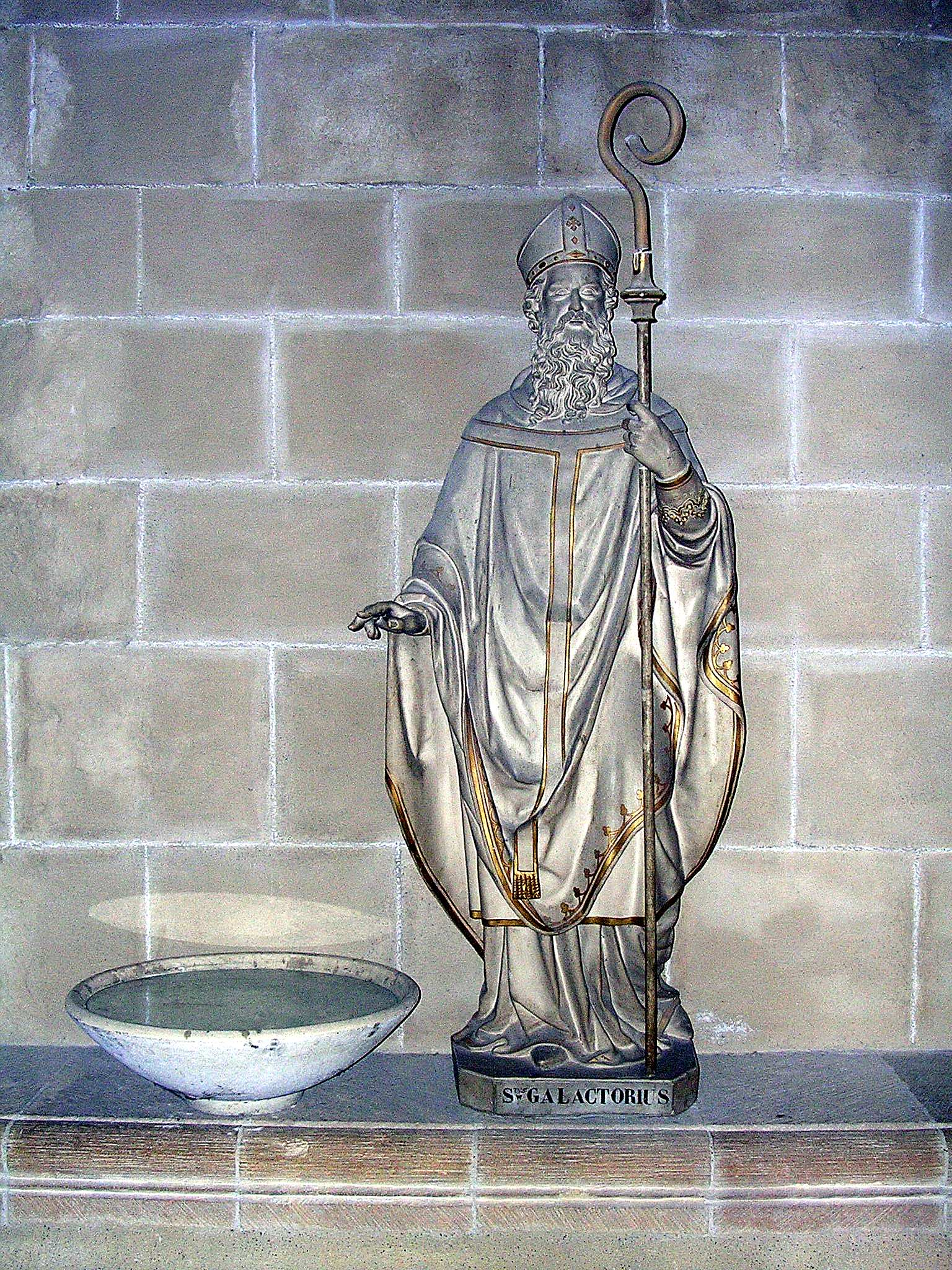
Saint Galactoire.
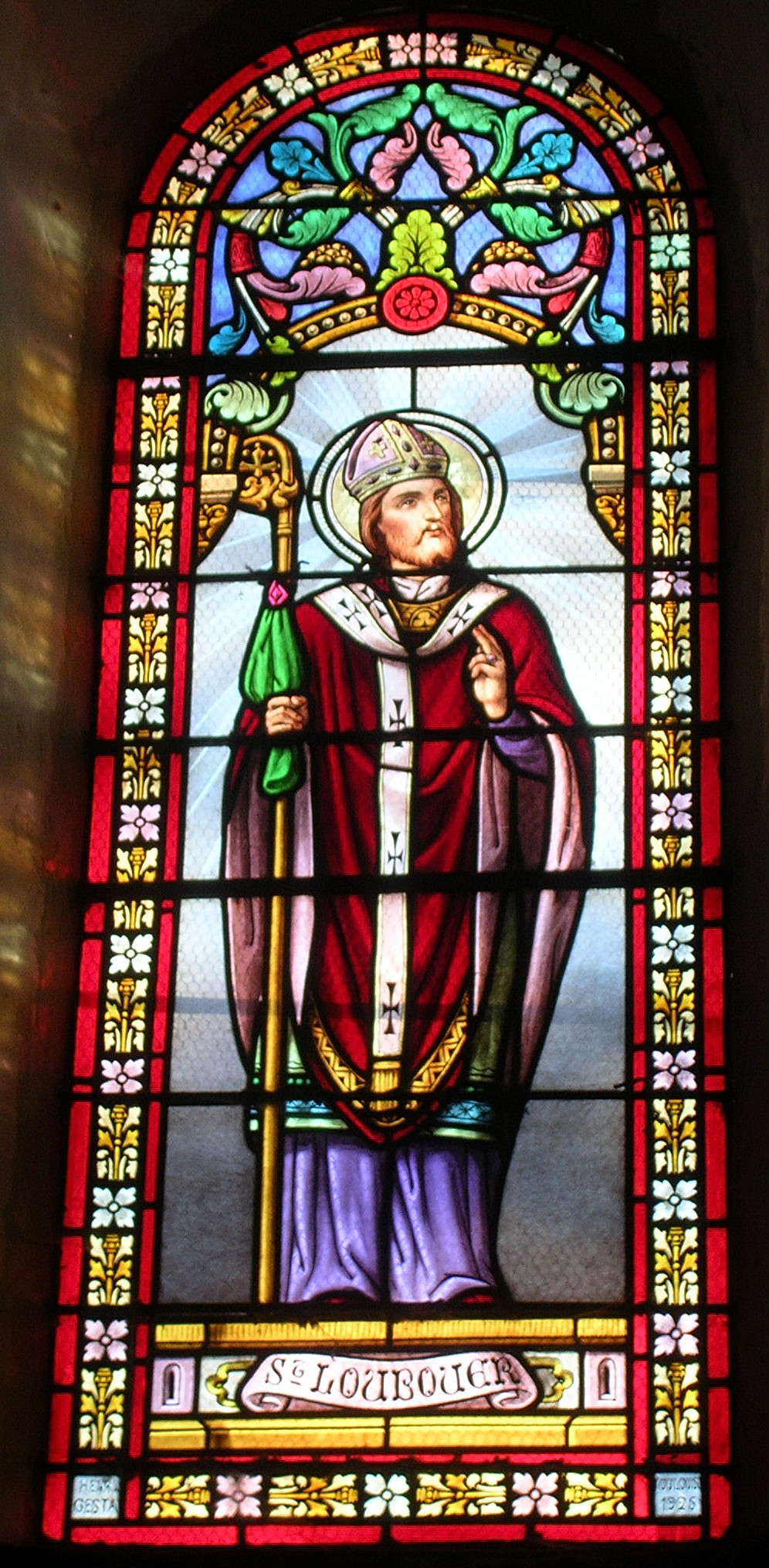
Saint Loubouer.
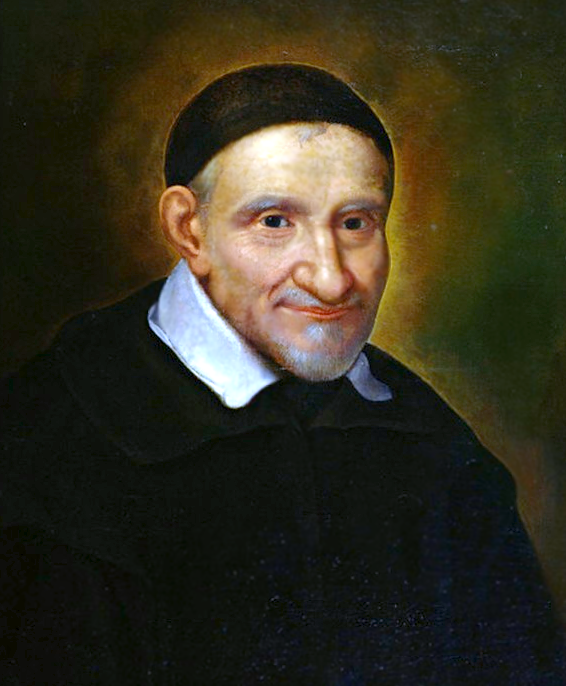
Saint Vincent de Paul.
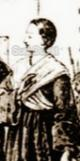
Bienheureuse Marguerite Rutan.

### Scientifiques

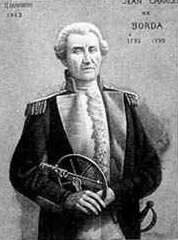
Jean-Charles de Borda, mathématicien et ingénieur.
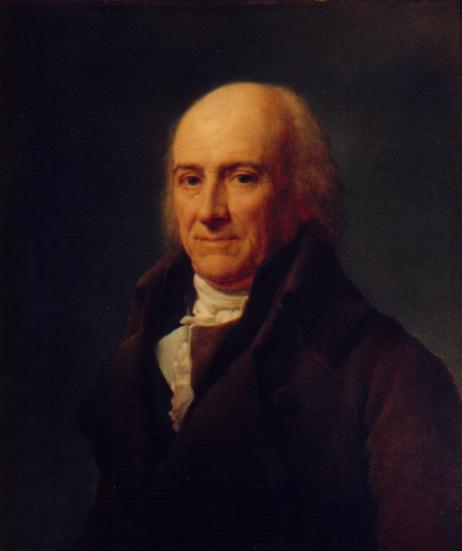
Jean d'Arcet, physicien.
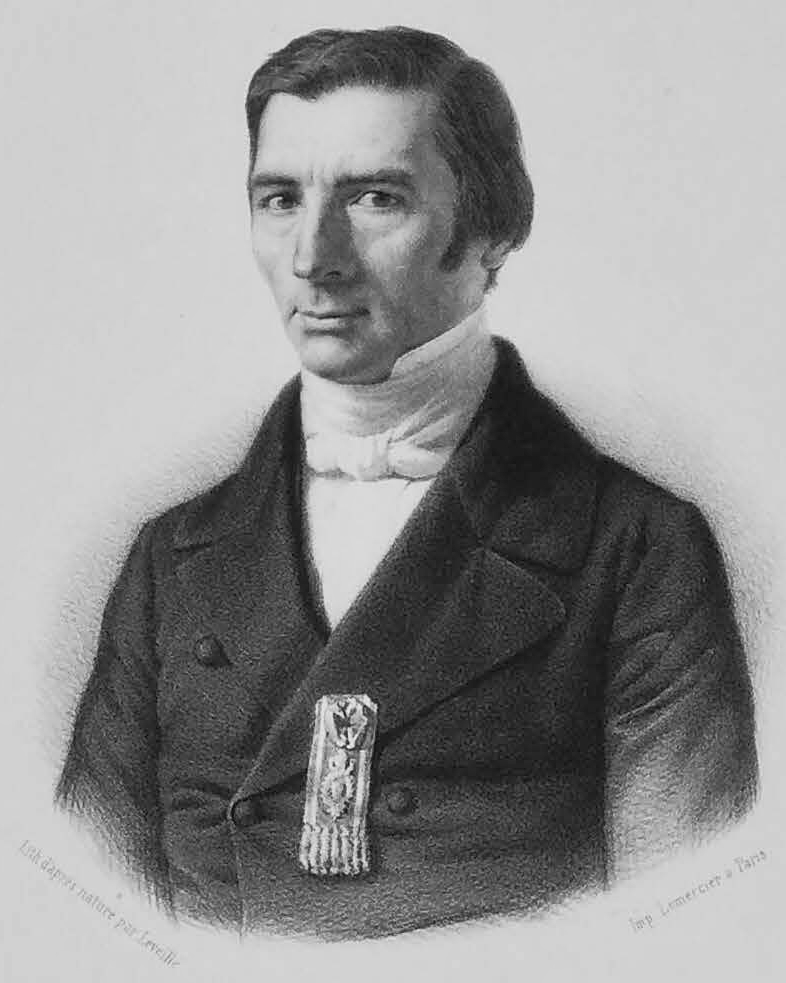
Frédéric Bastiat, économiste.
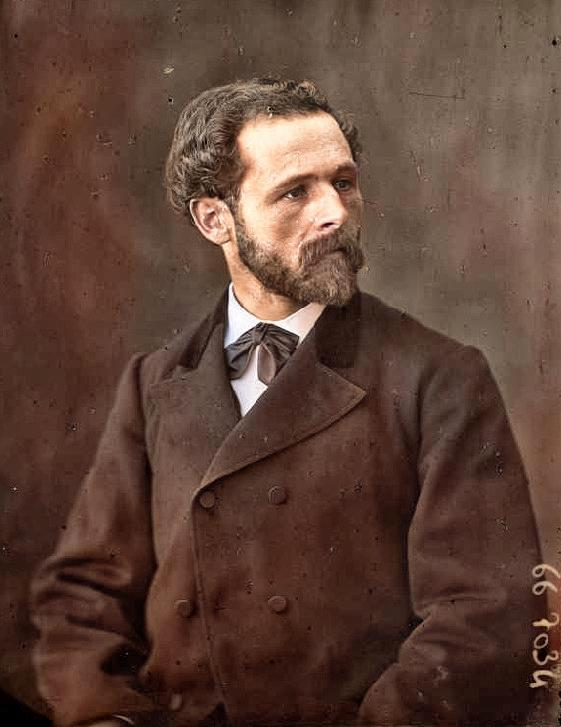
Félix Arnaudin, ethnologue.

### Militaires

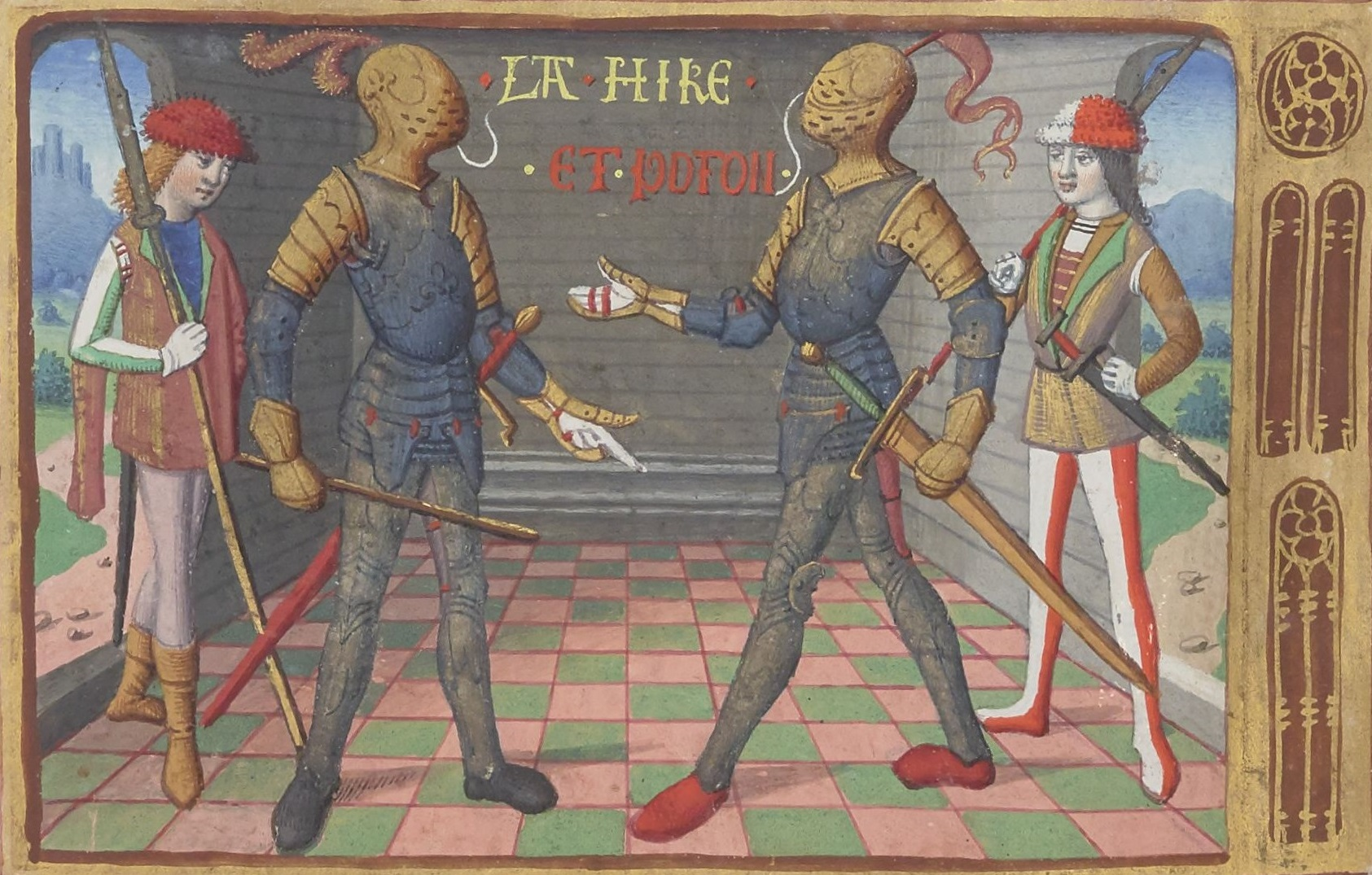
Étienne de Vignolles, homme d'armes.
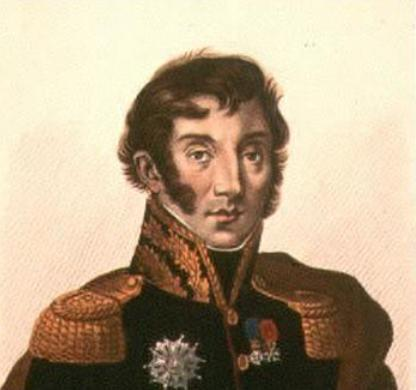
Jean Maximilien Lamarque, général.
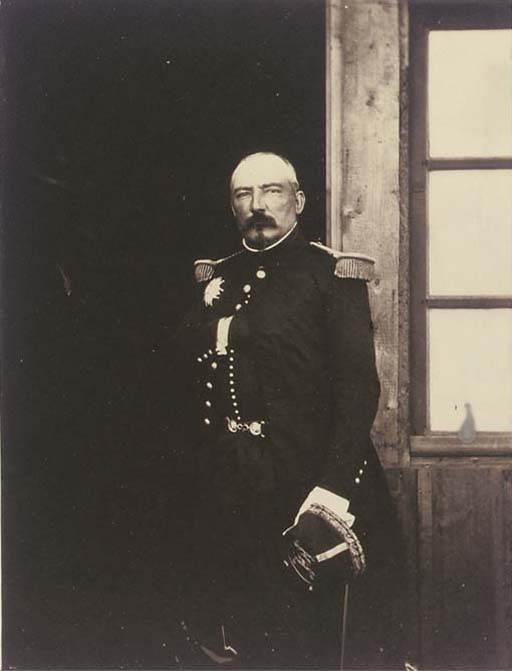
Pierre Bosquet, maréchal de France.

### Personnalités politiques

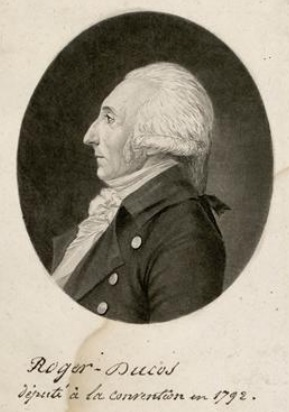
Roger Ducos, directeur et consul.
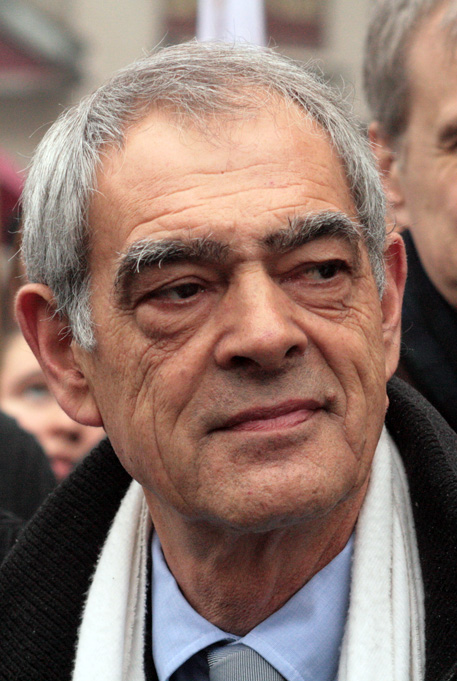
Henri Emmanuelli, secrétaire d'État, président de l'Assemblée nationale et premier secrétaire du parti socialiste.
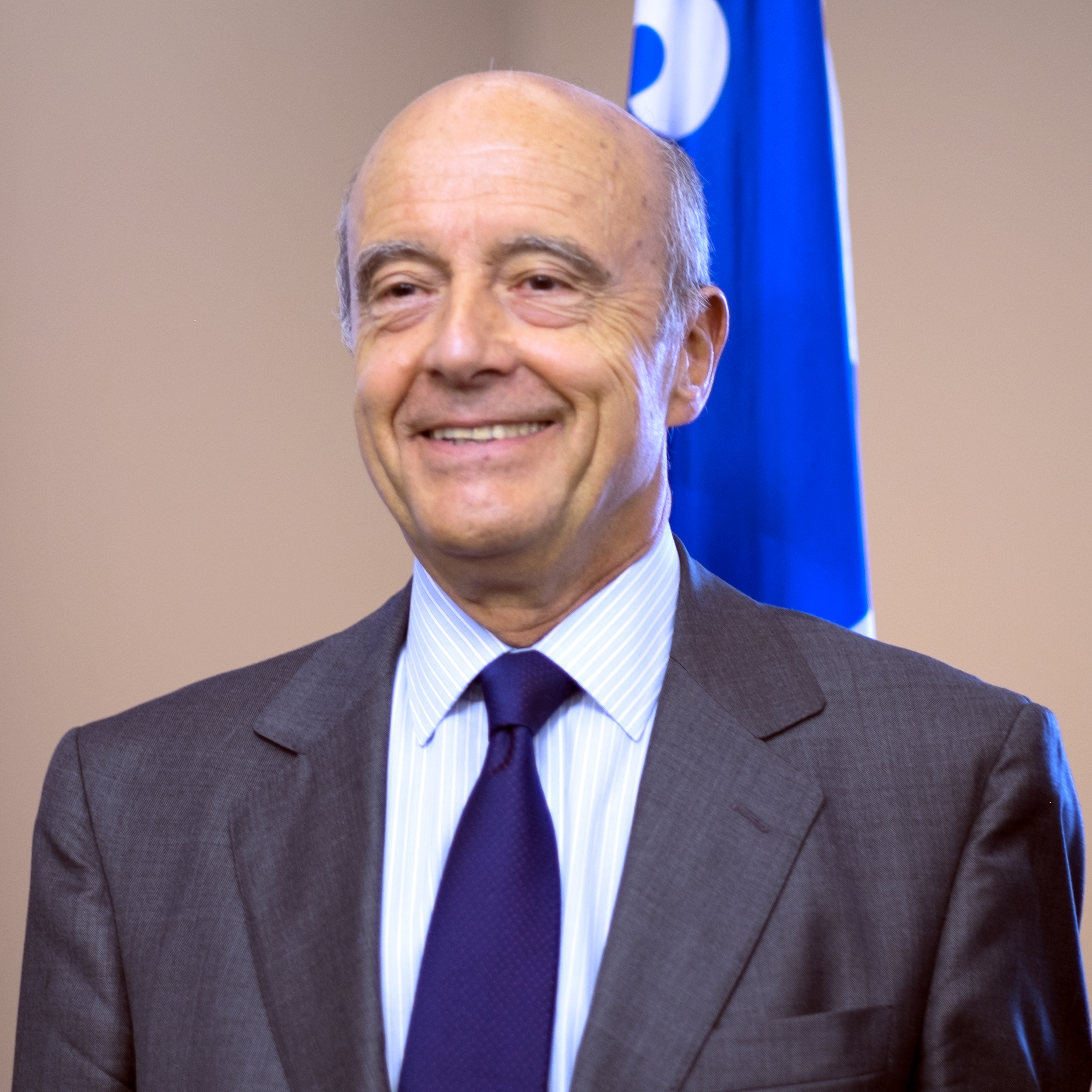
Alain Juppé, premier ministre.
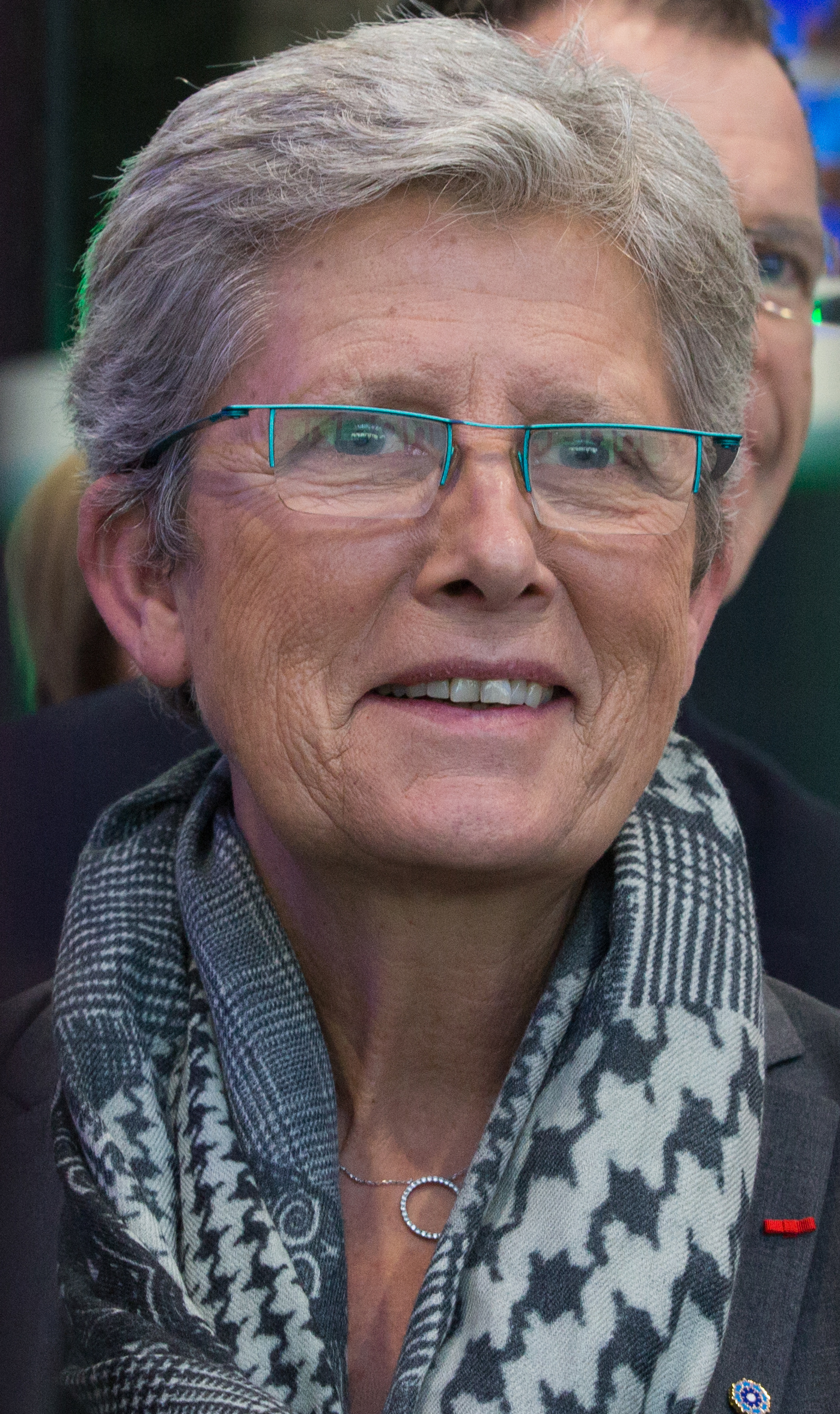
Geneviève Darrieussecq, secrétaire d'État et ministre.

### Écrivains

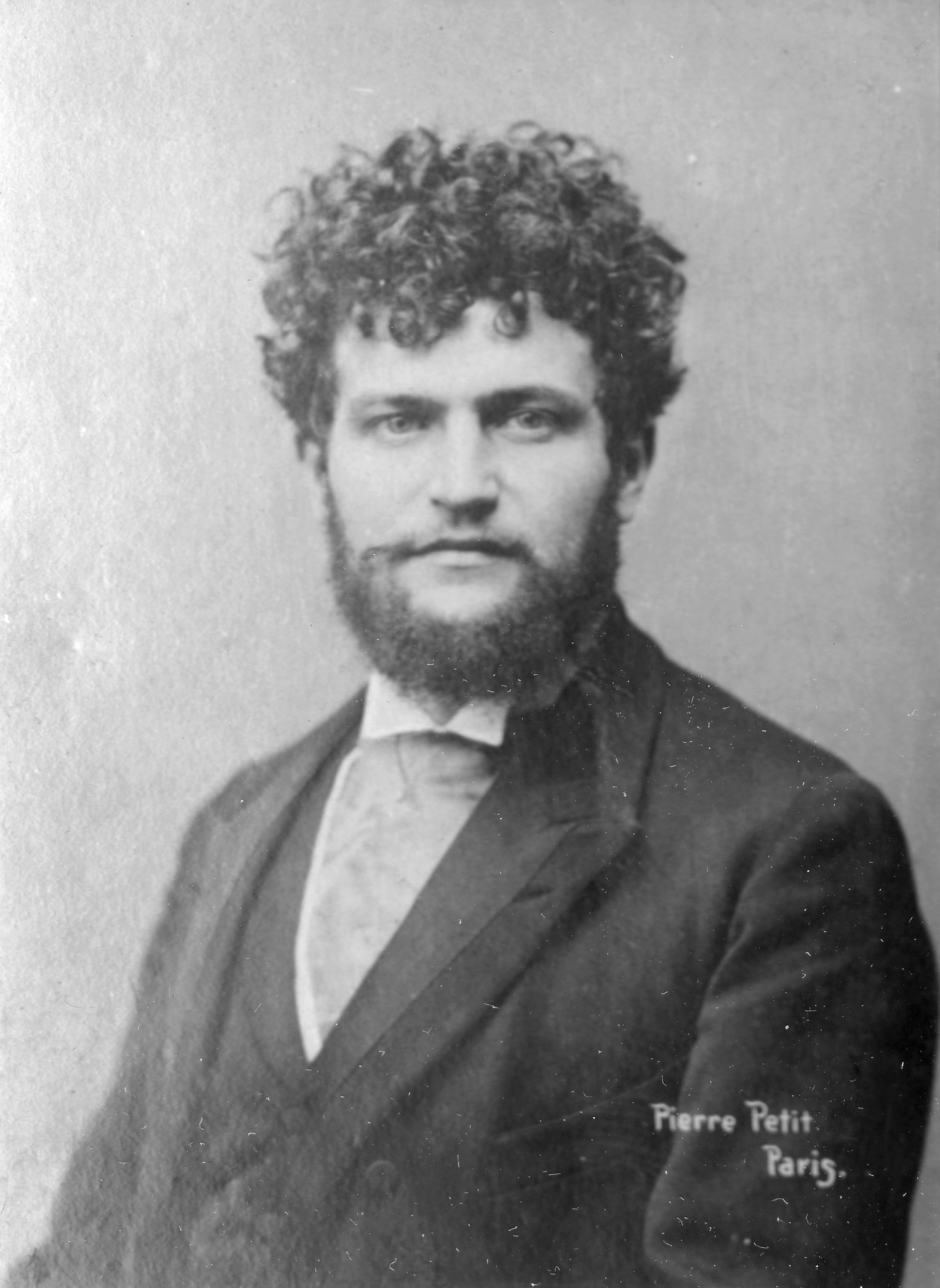
Jean Rameau, romancier et poète.
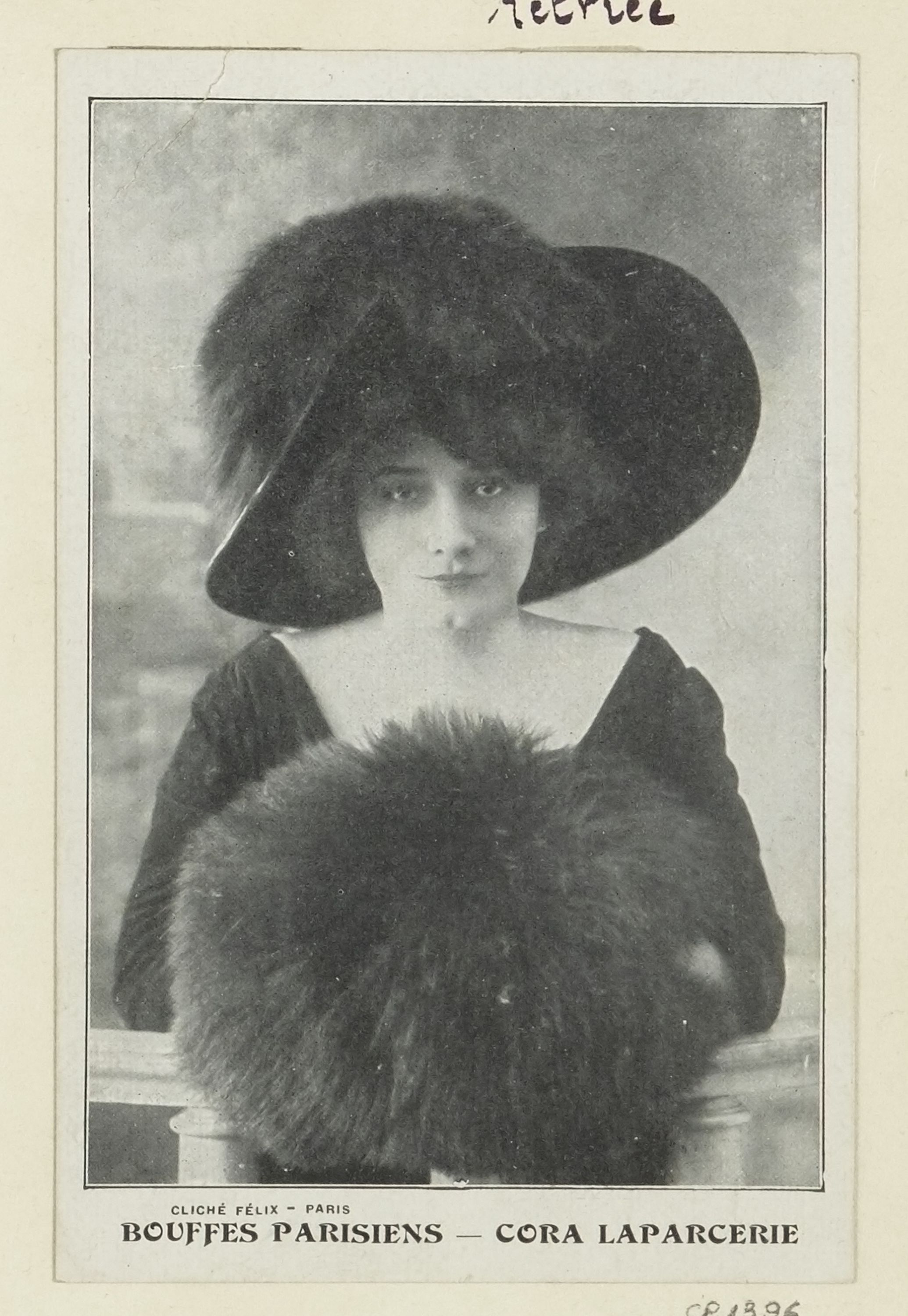
Cora Laparcerie, poétesse et comédienne.
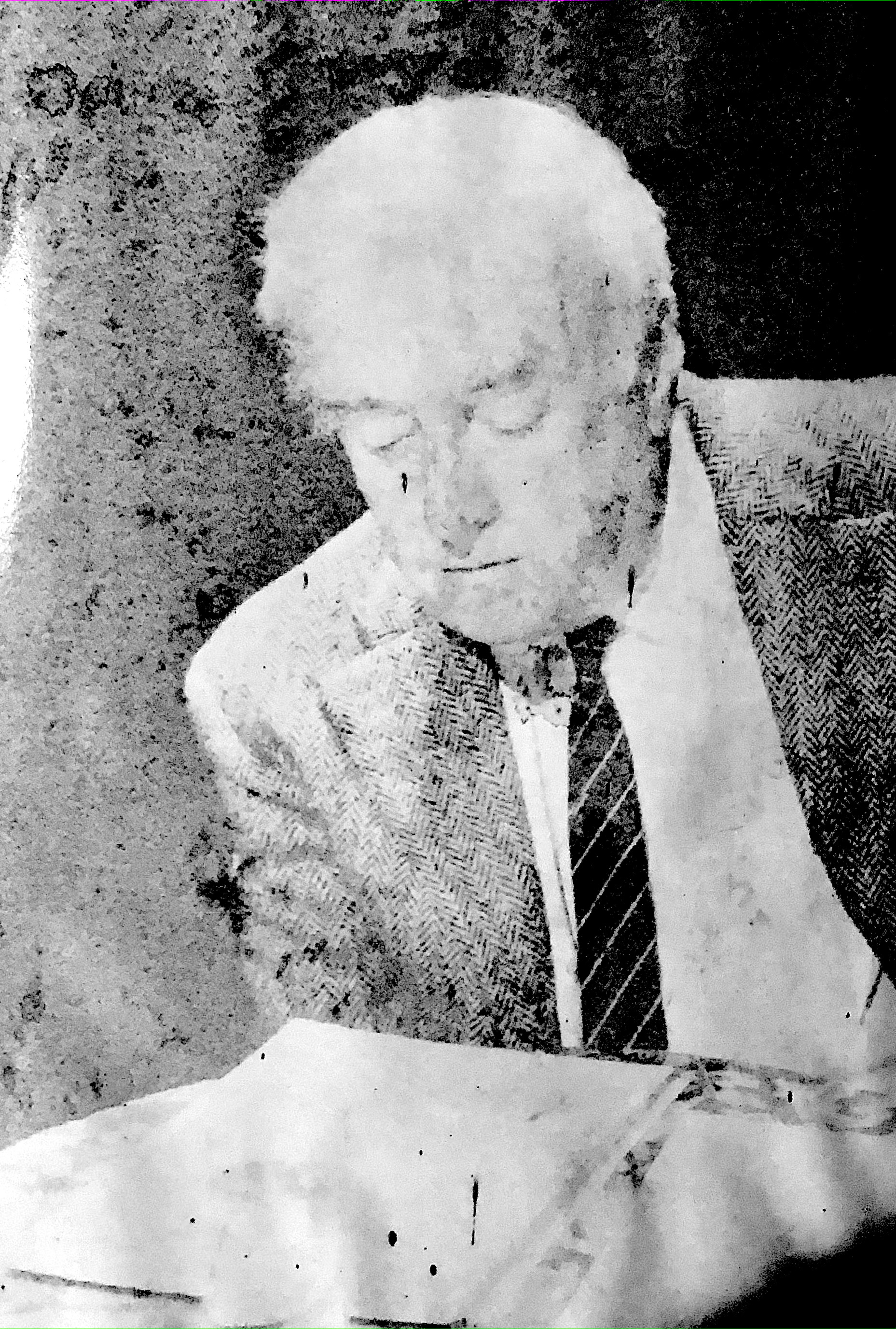
Bernard Manciet, écrivain gascon.
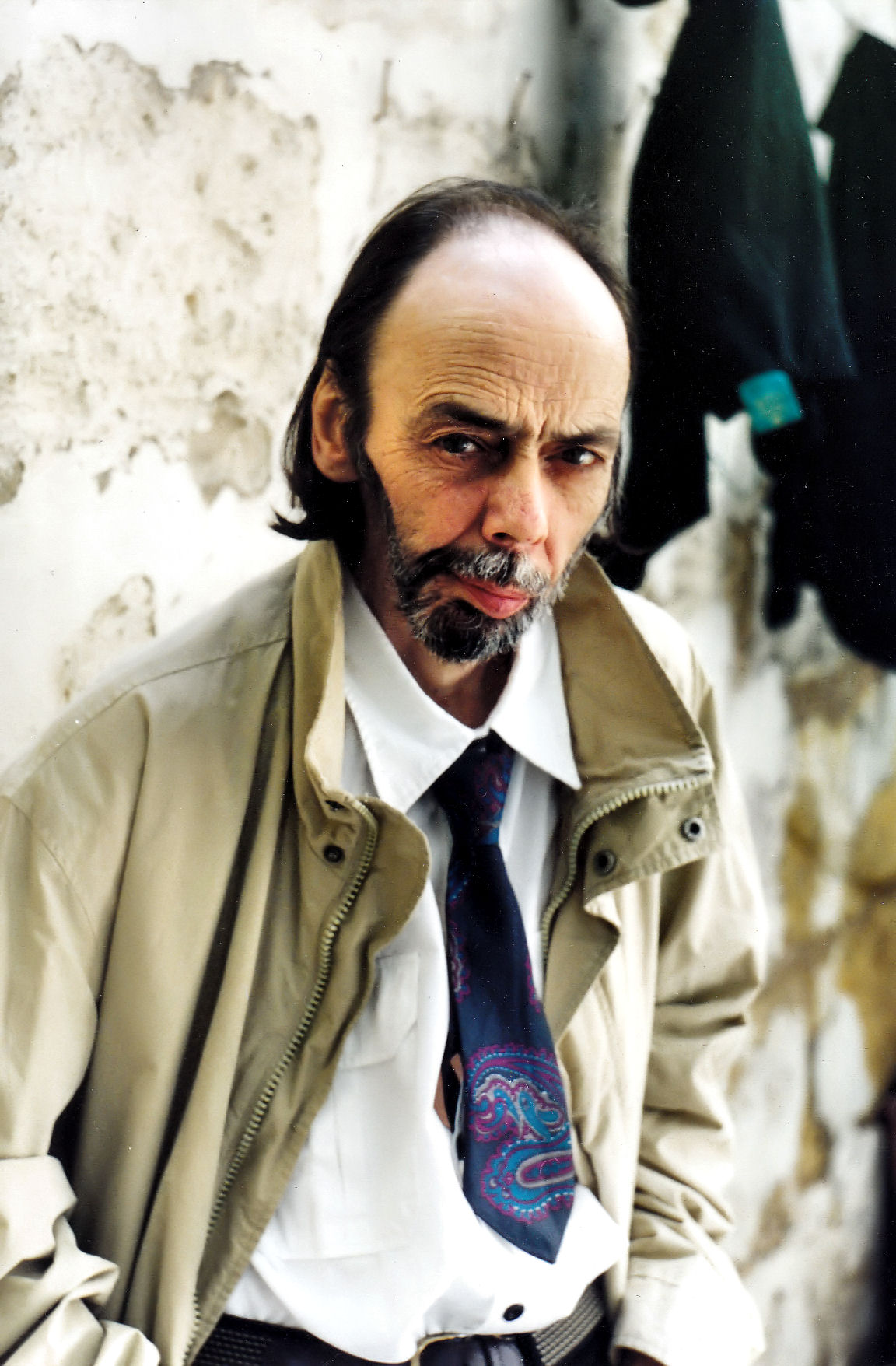
Michel Ohl, écrivain.

### Autres
- Charles Despiau (sculpteur)
- Robert Wlérick (sculpteur)
- le groupe de metal Gojira (musique)

### Gastronomie
- Maïté (1938) : restauratrice et animatrice télé
- Alain Ducasse (1956) : grand chef-cuisinier 2 fois 3 étoiles au guide Michelin
- Hélène Darroze (1967) : grande chef cuisinier 2 étoiles au guide Michelin
- Michel Guérard : grand chef-cuisinier 3 étoiles au guide Michelin à Eugénie-les-Bains
- Alain Dutournier, chef doublement étoilé au restaurant Le Carré des Feuillants à Paris

### Personnalités sportives

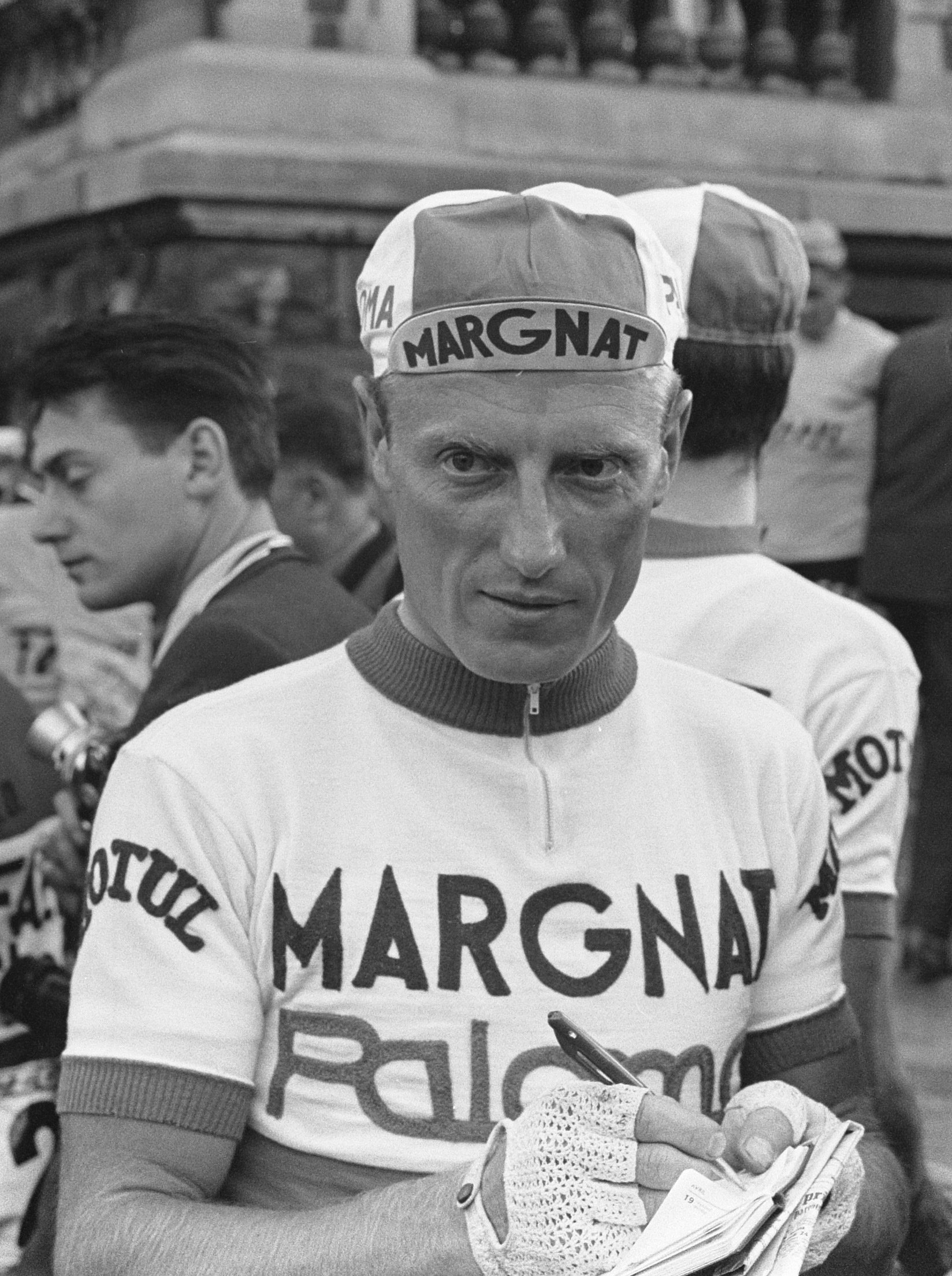
André Darrigade, coureur cycliste.
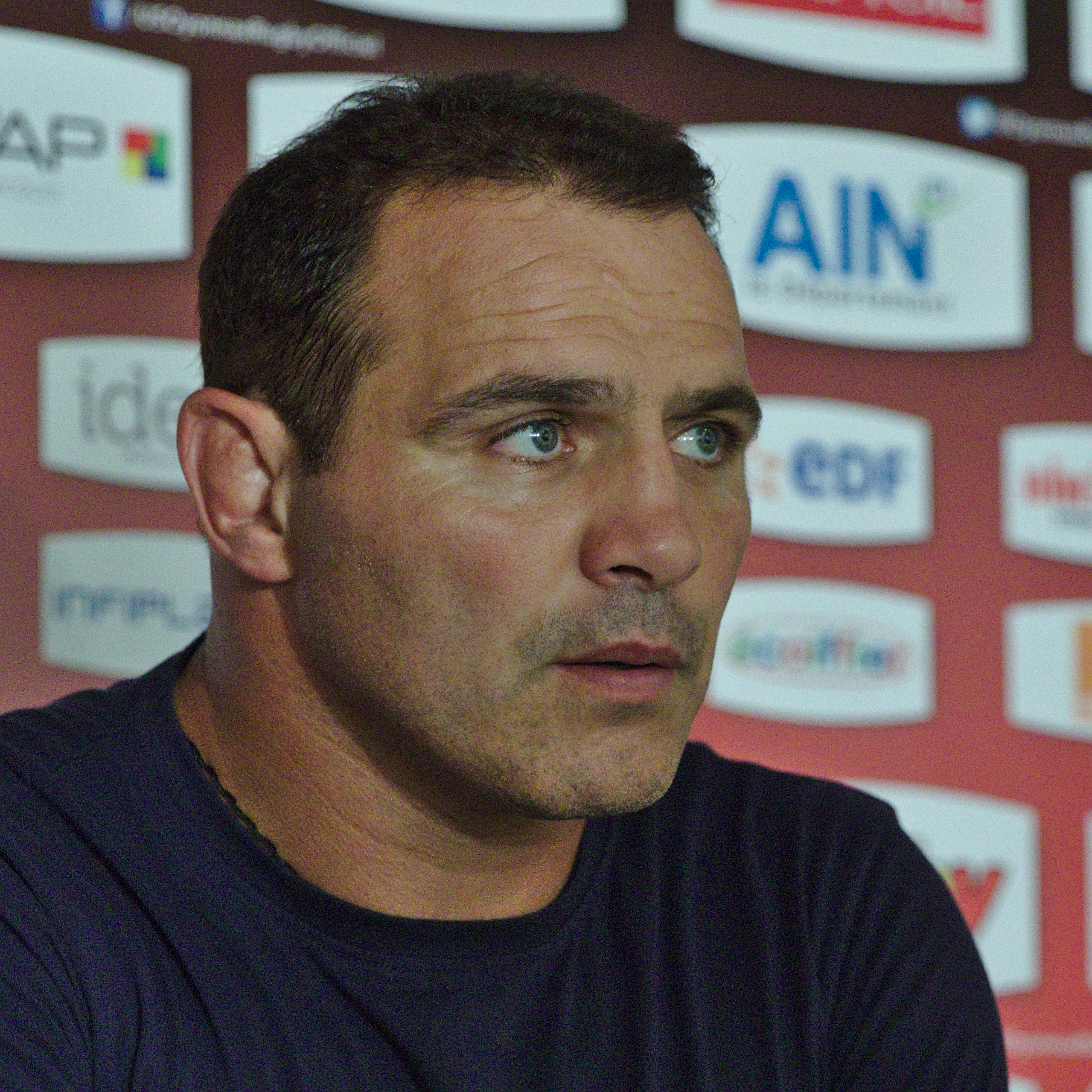
Raphael Ibanez, international de rugby à XV.
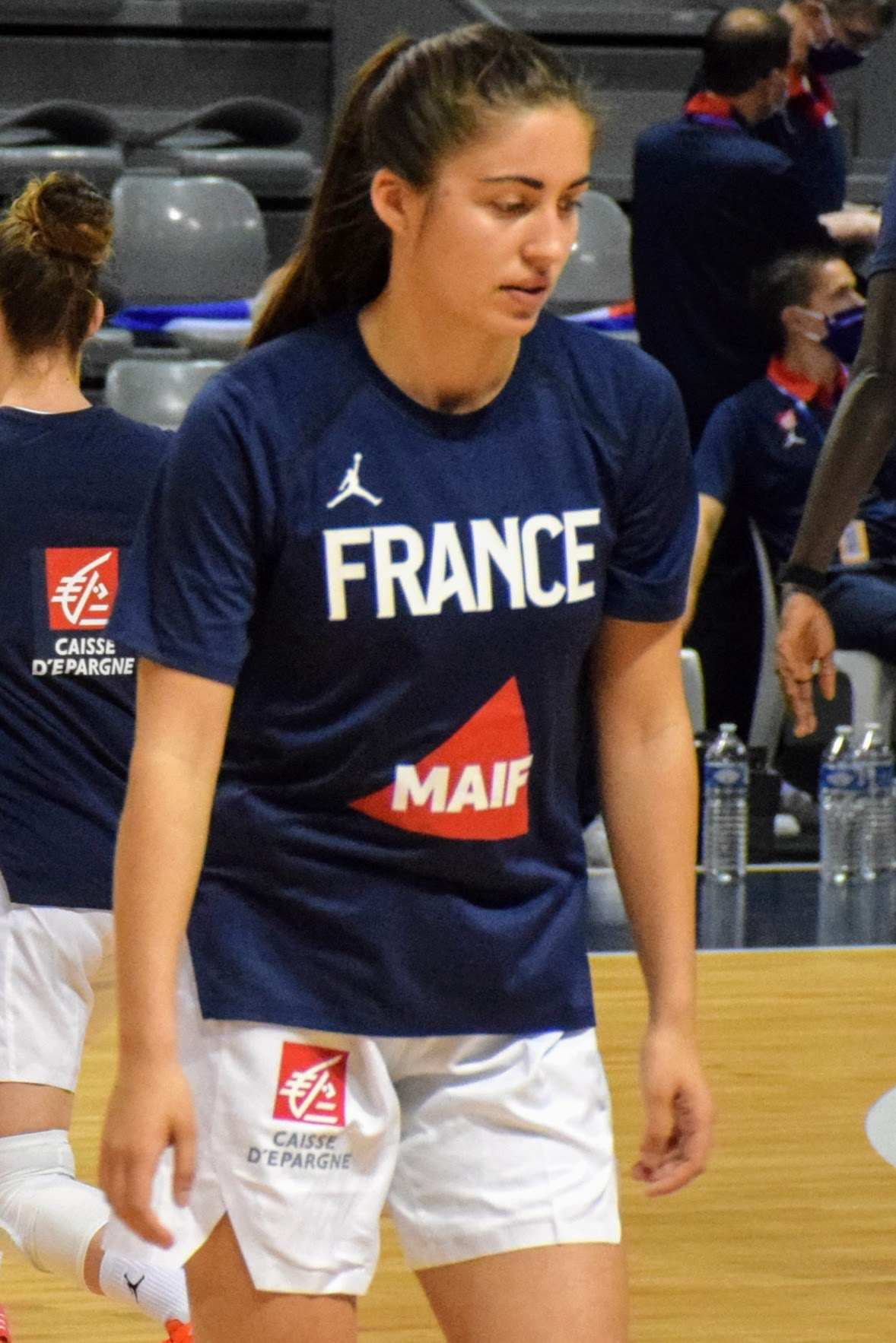
Marine Fauthoux, internationale de basket-ball.
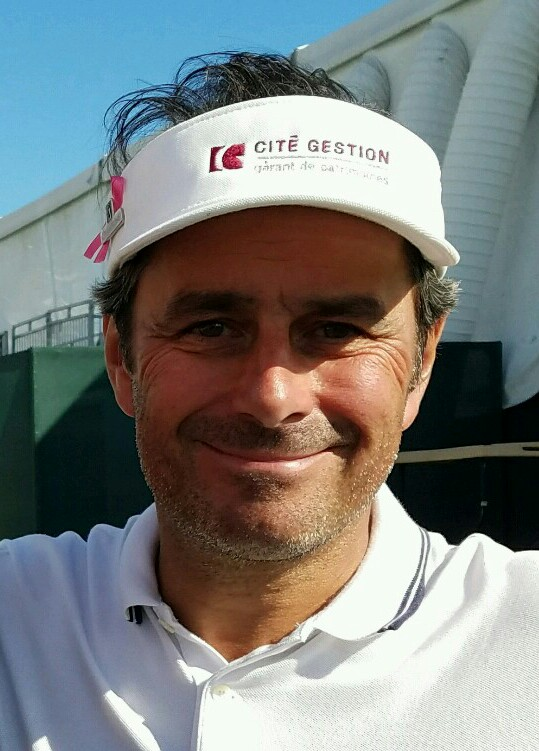
Jean Van de Velde, golfeur professionnel.

- Pierre Albaladejo, international de rugby à XV, Dax
- Virginie Arnold, archère internationale, médaillée de bronze par équipe aux Jeux Olympiques 2008, Biscarosse
- Jean-Pierre Bastiat, international de rugby à XV, Dax
- Joël Bats, international de football, né à Mont-de-Marsan
- Jean-Louis Bérot, international de rugby à XV, Dax
- André Boniface, international de rugby à XV, Mont-de-Marsan
- Guy Boniface, international de rugby à XV, Mont-de-Marsan
- Guy Camberabero, International de rugby à XV, né à Saubion
- Lilian Camberabero, International de rugby à XV, né à Saint-Vincent-de-Tyrosse
- Jean Condom, International de rugby à XV, né à Saint-André-de-Seignanx
- Michel Crauste, international de rugby à XV, né à Saint-Laurent-de-Gosse
- Marc Dal Maso, international de rugby à XV, né à Escalans
- Christian Darrouy, international de rugby à XV, Mont-de-Marsan
- André Darrigade, coureur cycliste (sprinter), né à Narosse en 1929, champion du Monde sur route en 1959
- Benoît Dauga, international de rugby à XV, Mont-de-Marsannel, né à Dax
- Nicolas Devilder, tennisman professionnel, né à Dax
- Claude Dourthe, international de rugby à XV, Dax
- Richard Dourthe, international de rugby à XV, Dax
- Joan Duru, surfeur international, Ondres
- Lucas Dussoulier, international de basket 3x3, médaillé d'argent aux Jeux Olympiques de 2024[14].
- Frédéric Fauthoux, international de basket-ball, sélectionneur de l'Équipe de France masculine de basket-ball, né à Saint-Sever
- Marine Fauthoux, internationale de basket-ball, médaillée d'argent aux Jeux olympiques 2024
- Didier Gadou, international de basket-ball, né à Dax
- Thierry Gadou, international de basket-ball, médaillé d'argent aux Jeux Olympiques 2000, né à Vieux-Boucau
- Raphaël Ibañez, international de rugby, Dax
- Jean-Marie Jouaret, international de basket-ball, né à Castets
- Marion Laborde, internationale de basket-ball, médaillée d'argent aux Jeux Olympiques 2012, née à Dax
- Thierry Lacroix, international de rugby à XV, Dax
- Pierre Lacroix, international de rugby à XV, Mont-de-Marsan
- Christophe Lamaison, international de rugby à XV, né à Dax
- Guy Lapébie, coureur cycliste, double médaillé d'or aux Jeux Olympiques 1936, Saint-Geours de Maremne
- Madeleine Larcheron, skateuse internationale, Capbreton
- Mathieu Lemoine, cavalier de concours complet, médaillé d'or par équipe aux Jeux olympiques 2016, Mont-de-Marsan
- Jean-Patrick Lescarboura, international de rugby à XV, Dax
- Jean-Pierre Lux, international de rugby à XV, Dax
- Vincent Milou, skateur international, Saubrigues
- Marie Oteiza, pentathlèle internationale, championne du monde en 2019 et 2021, née à Mont-de-Marsan
- Fabien Pelous, international de rugby à XV, Dax
- Laurent Rodriguez, international de rugby à XV, Mont-de-Marsan, Dax
- Olivier Roumat, international de rugby à XV, Dax
- Franck Seguela, international de basket 3x3, médaillé d'argent aux Jeux Olympiques de 2024[15].
- Jean Van de Velde, golfeur professionnel